# Економіка України
Еконо́міка Украї́ни — нова змішана економіка з доходом нижче середнього, розташована у Східній Європі. Основу української економіки становлять багатогалузева промисловість, сільське господарство і сфера послуг. Вона стрімко зростала з 2000 року до 2008 року, коли Велика рецесія почалася в усьому світі й досягла України. Економіка відновилася в 2010 році і продовжувала покращуватися до 2013 року. З 2014 по 2015 рік українська економіка зазнала серйозного спаду, причому ВВП у 2015 році був трохи вищим за половину свого значення в 2013 році. У 2016 році економіка знову почала зростати. До 2018 року українська економіка швидко зростала і досягла майже 80 % свого розміру в 2008 році.
Депресія 1990-х років включала гіперінфляцію та падіння економічного виробництва до менш ніж половини ВВП попередньої Української РСР. Вперше зростання ВВП було зафіксовано в 2000 році і тривало вісім років. Це зростання було зупинено світовою фінансовою кризою 2008 року. Українська економіка відновилася та досягла позитивного зростання ВВП у першому кварталі 2010 року. На початку 2010-х років було відзначено, що Україна володіє багатьма компонентами великої європейської економіки, такими як багаті сільськогосподарські угіддя, добре розвинена промислова база, висококваліфікована робоча сила та хороша система освіти. Вона також має важливі мінеральні ресурси.
На фоні нового раунду торговельних воєн з Росією у жовтні 2013 року українська економіка впала в рецесію. Попереднього літа український експорт до Росії суттєво скоротився через посилення прикордонного та митного контролю з боку Росії. Анексія Криму Росією на початку 2014 року та війна на Донбасі, що почалася навесні 2014 року, завдали серйозної шкоди економіці України і завдали серйозної шкоди двом найбільш промисловим регіонам України. У 2013 році в Україні було нульове зростання ВВП. У 2014 році економіка України впала на 6,8 %, і це продовжилося зі зниженням ВВП на 12 % у 2015 році. У квітні 2017 року Світовий банк заявив, що темпи економічного зростання України в 2016 році склали 2,3 %, що поклало край рецесії. Незважаючи на ці покращення, Україна залишається найбіднішою країною Європи, що частково пояснюється високим рівнем корупції та повільними темпами економічної лібералізації та інституційних реформ.
У квітні 2020 року Світовий банк повідомив, що у 2019 році економічне зростання було стабільним на рівні 3,2 %, що було зумовлено хорошим урожаєм сільського господарства та секторами, залежними від внутрішнього споживання. У 2019 році споживання домогосподарств зросло на 11,9 % завдяки значним надходженням грошових переказів і відновленню споживчого кредитування, тоді як внутрішня торгівля та сільське господарство зросли на 3,4 та 1,3 % відповідно. У 2020 році через пандемію COVID-19 ВВП впав на 4,4 %. Через вторгнення Росії в Україну у 2022 році економіка країни може скоротитися на 35 %, вважають у Міжнародному валютному фонді.

## Загальна оцінка
За даними видання ЦРУ «The World Factbook», економіка України посідала 50-те місце серед усіх економік світу за номінальним ВВП (за паритетом купівельної спроможності) — у 2010 році він становив 305,2 млрд доларів США. Водночас за цим же показником (ВВП за ПКС), розрахованим на особу, Україна у цьому ж дослідженні «The World Factbook» 2010 року зайняла 133 місце серед 227 економік світу (з показником 6 700 доларів США). ВВП зріс порівняно з попереднім роком на 4,3 %, а ВВП на особу за ПКС становив 6,7 тис. доларів США (в 2007 р. — 7,1 тис. доларів США). За рівнем видатків на ведення домашнього господарства Україна посідає останнє місце серед країн Східної Європи.
У звіті британського Центру досліджень проблем економіки й бізнесу (CEBR) прогнозується, що між 2021 і 2036 роками Україна підніметься з 55-го на 53-е місце в рейтингу економік світу.

### Загальні вихідні економічні ресурси

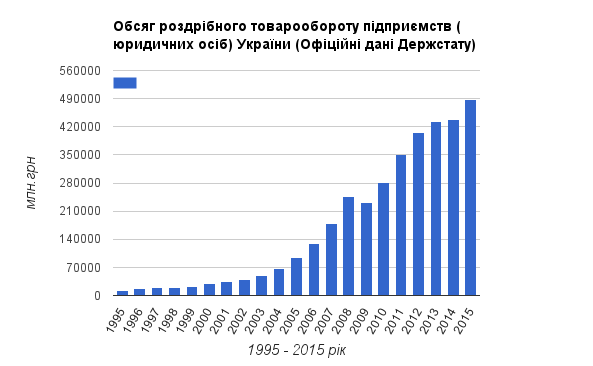
Обсяг роздрібного товарообороту підприємств (юридичних осіб) України за 1995—2015 роки.

Україна — потенційно багата країна, господарський комплекс якої становлять такі види промисловості, як важке машинобудування, чорна та кольорова металургія, суднобудування, виробництво автобусів, легкових і вантажних автомобілів, тракторів та іншої сільськогосподарської техніки, тепловозів, верстатів, турбін, авіаційних двигунів і літаків, обладнання для електростанцій, нафто-газової та хімічної промисловості тощо. Крім того, Україна є потужним виробником електроенергії.
В Україні налагоджено виробництво ракетоносіїв, супутників і обладнання для дослідження космосу. Україна є значним виробником військової техніки: танків, військово-транспортних літаків, зенітно-ракетних комплексів, оптичного обладнання.
Літаки типу «АН», ліхтеровози, крокуючі екскаватори, точні верстати, електрозварювальні прилади виготовляються за новітніми технологіями та відповідають найвищим світовим стандартам.
Україна — транзитна держава, через яку проходить 5 з 10 міжнародних транспортних коридорів Європи. Розвинені всі сучасні види транспорту — залізничний, автомобільний, річковий, морський, трубопровідний і повітряний. Головні морські порти: Одеса, Чорноморськ, Херсон, Ізмаїл, Маріуполь, Керч. Основна водна артерія — Дніпро, судноплавні також Десна, Прип'ять, Дністер, Дунай. Летовища є в усіх обласних центрах, у багатьох із них, а також у Києві — міжнародні. Серед інших діють нові авіакомпанії («Міжнародні авіалінії України» тощо).

### Основні індикатори економіки
Інфляція менше 5% позначена зеленим. Позначка * — роки з розрахунковими значеннями.
| Рік   | ВВП (у млрд дол. США за ПКС) | ВВП на душу населення (у дол. США за ПКС) | ВВП (у млрд дол. США номінальний) | ВВП на душу населення (у дол. США номінальний) | Зростання ВВП (реальне) | Рівень інфляції (у %) | Рівень безробіття (у %) | Державний борг (у % від ВВП) |
| ----- | ---------------------------- | ----------------------------------------- | --------------------------------- | ---------------------------------------------- | ----------------------- | --------------------- | ----------------------- | ---------------------------- |
| 1992  | 331.1                        | 6,382.7                                   | 22.2                              | 427.9                                          | н/з                     | н/з                   | н/з                     | н/з                          |
| 1993  | ▼290.8                       | ▼5,623.0                                  | ▲35.0                             | ▲677.3                                         | ▼-14.2%                 | ▲4734.9%              | н/з                     | н/з                          |
| 1994  | ▼229.0                       | ▼4,463.7                                  | ▲38.0                             | ▲741.0                                         | ▼-22.9%                 | ▲891.2%               | н/з                     | н/з                          |
| 1995  | ▼205.3                       | ▼4,034.9                                  | ▲38.3                             | ▲752.3                                         | ▼-12.2%                 | ▲376.7%               | ▼14.8%                  | н/з                          |
| 1996  | ▼188.1                       | ▼3,732.6                                  | ▲46.1                             | ▲914.3                                         | ▼-10.0%                 | ▲80.2%                | ▼10.0%                  | н/з                          |
| 1997  | ▼185.6                       | ▼3,714.5                                  | ▲51.9                             | ▲1,037.9                                       | ▼-3.0%                  | ▲15.9%                | ▼9.8%                   | ▼28.9%                       |
| 1998  | ▼184.2                       | ▲3,716.9                                  | ▼43.3                             | ▼874.3                                         | ▼-1.9%                  | ▲10.6%                | ▲11.3%                  | ▲46.5%                       |
| 1999  | ▲186.4                       | ▲3,794.6                                  | ▼32.7                             | ▼665.0                                         | ▼-0.2%                  | ▲22.7%                | ▲11.9%                  | ▲59.0%                       |
| 2000  | ▲201.8                       | ▲4,147.7                                  | ▼32.3                             | ▼664.4                                         | ▲5.9%                   | ▲28.2%                | ▼11.5%                  | ▼43.8%                       |
| 2001  | ▲224.5                       | ▲4,654.7                                  | ▲37.9                             | ▲784.9                                         | ▲8.8%                   | ▲12.0%                | ▼10.8%                  | ▼36.7%                       |
| 2002  | ▲240.1                       | ▲5,021.3                                  | ▲42.3                             | ▲885.3                                         | ▲5.3%                   | ▲0.8%                 | ▼9.6%                   | ▼33.6%                       |
| 2003  | ▲268.1                       | ▲5,651.9                                  | ▲50.1                             | ▲1,055.9                                       | ▲9.5%                   | ▲5.2%                 | ▼9.1%                   | ▼29.4%                       |
| 2004  | ▲307.8                       | ▲6,535.5                                  | ▲64.8                             | ▲1,374.8                                       | ▲11.8%                  | ▲9.0%                 | ▼8.6%                   | ▼24.8%                       |
| 2005  | ▲327.3                       | ▲7,001.6                                  | ▲86.0                             | ▲1,839.5                                       | ▲3.1%                   | ▲13.5%                | ▼7.2%                   | ▼17.7%                       |
| 2006  | ▲363.1                       | ▲7,813.6                                  | ▲107.8                            | ▲2,319.3                                       | ▲7.6%                   | ▲9.1%                 | ▼6.8%                   | ▼14.8%                       |
| 2007  | ▲403.5                       | ▲8,734.2                                  | ▲143.3                            | ▲3,101.4                                       | ▲8.2%                   | ▲12.8%                | ▼6.4%                   | ▼12.3%                       |
| 2008  | ▲420.2                       | ▲9,142.8                                  | ▲181.3                            | ▲3,944.7                                       | ▲2.2%                   | ▲25.2%                | ▲6.4%                   | ▲20.4%                       |
| 2009  | ▼359.1                       | ▼7,842.9                                  | ▼117.1                            | ▼2,557.3                                       | ▼-15.1%                 | ▲15.9%                | ▲8.8%                   | ▲35.4%                       |
| 2010  | ▲378.3                       | ▲8,296.0                                  | ▲136.0                            | ▲2,982.8                                       | ▲4.1%                   | ▲9.4%                 | ▼8.1%                   | ▲40.6%                       |
| 2011  | ▲407.2                       | ▲8,959.2                                  | ▲163.2                            | ▲3,589.6                                       | ▲5.5%                   | ▲8.0%                 | ▼7.9%                   | ▼36.9%                       |
| 2012  | ▲426.0                       | ▲9,388.8                                  | ▲175.7                            | ▲3,872.5                                       | ▲0.2%                   | ▲0.6%                 | ▼7.5%                   | ▲37.5%                       |
| 2013  | ▲486.4                       | ▲10,749.4                                 | ▲179.6                            | ▲3,968.9                                       | ▲0%                     | ▼-0.3%                | ▼7.2%                   | ▲40.5%                       |
| 2014  | ▼462.0                       | ▲10,804.3                                 | ▼130.6                            | ▼3,053.6                                       | ▼-6.6%                  | ▲12.1%                | ▲9.3%                   | ▲70.3%                       |
| 2015  | ▼435.5                       | ▼10,224.9                                 | ▼90.5                             | ▼2,124.3                                       | ▼-9.8%                  | ▲48.7%                | ▼9.1%                   | ▲79.5%                       |
| 2016  | ▲475.7                       | ▲11,215.9                                 | ▲93.3                             | ▲2,200.0                                       | ▲2.4%                   | ▲13.9%                | ▲9.5%                   | ▲79.5%                       |
| 2017  | ▲504.2                       | ▲11,942.8                                 | ▲112.1                            | ▲2,655.7                                       | ▲2.4%                   | ▲14.4%                | ▲9.7%                   | ▼71.6%                       |
| 2018  | ▲534.2                       | ▲12,725.0                                 | ▲130.9                            | ▲3,118.3                                       | ▲3.5%                   | ▲10.9%                | ▼9.0%                   | ▼60.4%                       |
| 2019  | ▲561.2                       | ▲13,447.4                                 | ▲154.0                            | ▲3,690.1                                       | ▲3.2%                   | ▲7.9%                 | ▼8.5%                   | ▼50.5%                       |
| 2020  | ▼547.3                       | ▼13,213.6                                 | ▲156.6                            | ▲3,780.1                                       | ▼-3.7%                  | ▲2.7%                 | ▲9.2%                   | ▲60.5%                       |
| 2021  | ▲591.5                       | ▲14,427.9                                 | ▲199.8                            | ▲4,874.3                                       | ▲3.4%                   | ▲9.4%                 | ▲9.8%                   | ▼48.9%                       |
| 2022  | ▼449.0                       | ▼12,886.2                                 | ▼160.5                            | ▼4,606.8                                       | ▼-29.1%                 | ▲20.2%                | ▲24.5%                  | ▲78.5%                       |
| 2023* | ▲474.8                       | ▲14,304.9                                 | ▲173.4                            | ▲5,224.6                                       | ▲2.0%                   | ▲17.7%                | ▼19.4%                  | ▲88.2%                       |
| 2024* | ▲501.0                       | ▲14,878.0                                 | ▲186.3                            | ▲5,530.6                                       | ▲3.2%                   | ▲13.0                 | ▼10.6%                  | ▲98.6%                       |

## Історія

### До 1917
Географія здавна впливала на економіку українських земель. Багаті родючі ґрунти (наприклад, чорнозем) зробили цю територію «житницею»: для Стародавньої Греції а також для ранньомодерної Європи. Важливого значення набуло підтримання торговельних коридорів – шляху з варяг у греки та доступу через протоки до середземноморського світу. Мінеральні ресурси сприяли індустріалізації, зокрема на Донбасі, починаючи з XIX століття.
Відсутність безпечних кордонів означала неодноразові перерви в економічному розвитку. Степові кочівники та інші завойовники – половці, монголи, татари, наприклад, іноді вважали грабіж важливішим за сприяння економічному розвитку. У XVI-XVIII століттях пустки Дикого поля залишали значну частину України як територію умовно мілітаризованих форпостів, до того як царська Росія поширила свою владу на регіон у XVII та XVIII століттях.[уточнити]

### Радянський період 1921-1991
До проголошення незалежності економіка УРСР становила значну частину економіки СРСР. Держплан СРСР спільно з українським Держпланом розробляв п'ятирічні плани розвитку економіки УРСР як інтегральної частини радянської економіки.
Українські підприємства були підлеглі союзним міністерствам у Москві або республіканським міністерствам у Києві. В останні роки існування СРСР економіка страждала від хронічного дефіциту товарів.

### 1991-2000
24 серпня 1991 року Україна проголосила незалежність від Радянського Союзу. У наступні роки економіка нової країни зазнала величезного падіння виробництва та стрімкої інфляції. На початку 1990-х років Україна пережила гіперінфляцію через відсутність доступу до фінансових ринків і масову монетарну експансію для фінансування державних витрат, тоді як виробництво різко скоротилося. Величезне падіння виробництва та стрімке зростання інфляції на той час були характерними для більшості колишніх радянських республік, але Україна була однією з найбільш постраждалих від цих проблем.
Після 1991 підприємства, незважаючи на формальну приналежність до державної власності, потрапили під контроль своїх директорів. До 1996 близько 6 тис. середніх і великих підприємств стали акціонерними товариствами, а до 1998 було приватизовано 45 тис. невеликих підприємств і майже 99 % магазинів роздрібної торгівлі, підприємств торгівлі та сфери послуг.
Під час і після розпаду СРСР Україна пережила жорстоку економічну депресію: падіння економіки та гіперінфляція зумовили дуже суттєве скорочення ВВП.
Різко ускладнило економічну ситуацію рішення керівництва країни не запроваджувати відразу повноцінну національну грошову одиницю, а поступово виходити з рубльової зони і спочатку запровадити сурогатні гроші — купоно-карбованці.
Національний Банк України ввів в обіг купоно-карбованці (фактично карткова система) багаторазового використання з 10 січня 1992 року. З введенням купоно-карбованців у готівковому обігу в Україні одночасно перебували дві валюти — радянські рублі та українські купоно-карбованці. Для розрахунків за продовольчі та промислові товари приймали винятково купоно-карбованці; для розрахунків за послуги та для інших видів платежів приймали як рублі, так і купоно-карбованці за курсом 1:1. У перші місяці після введення, виходячи з ширшої вживаності купоно-карбованців, вони цінились трохи більше за радянські рублі. Поступово, у квітні 1992 року, весь готівковий обіг заповнився купоно-карбованцями. У листопаді 1992 року рублі були замінені на купоно-карбованці і в безготівковому обігу.

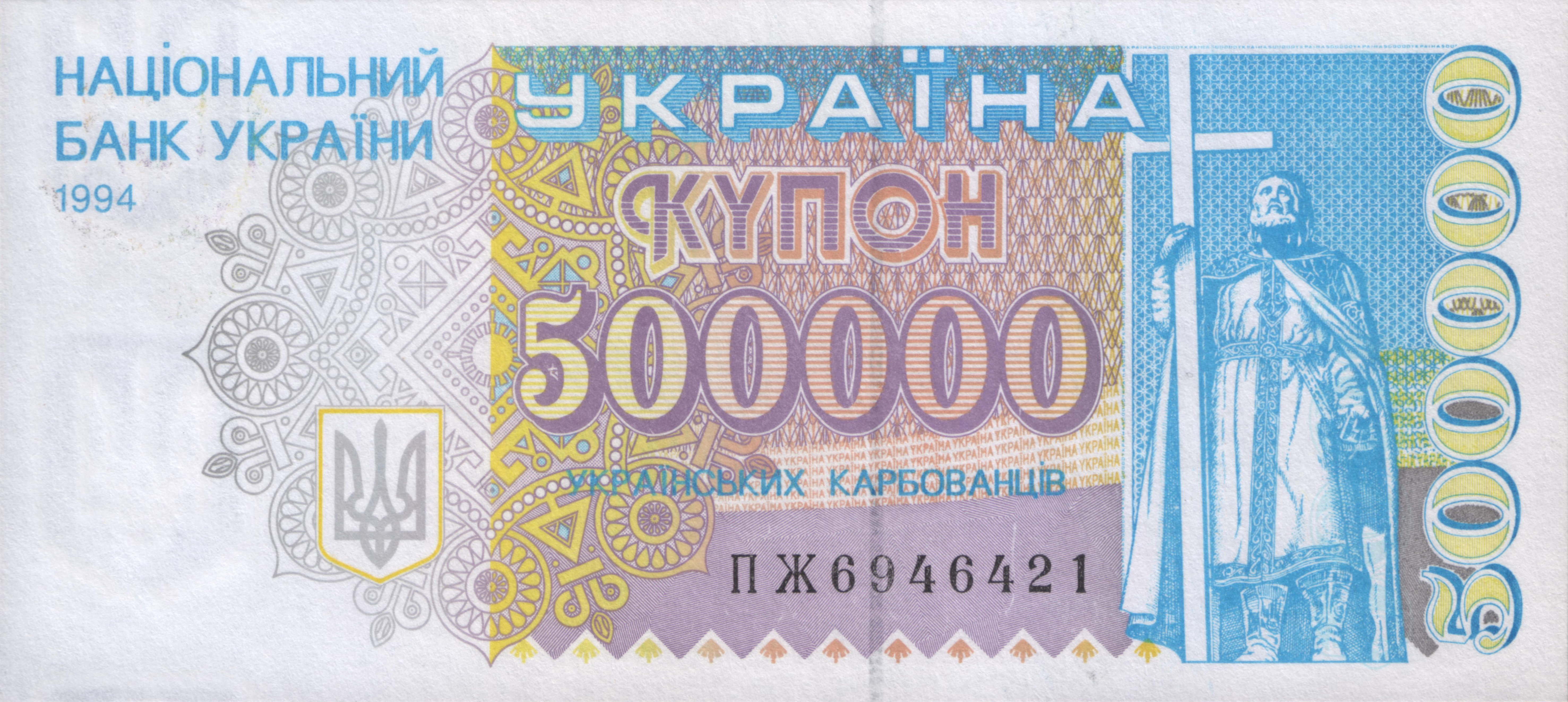
500,000 купоно-карбованців

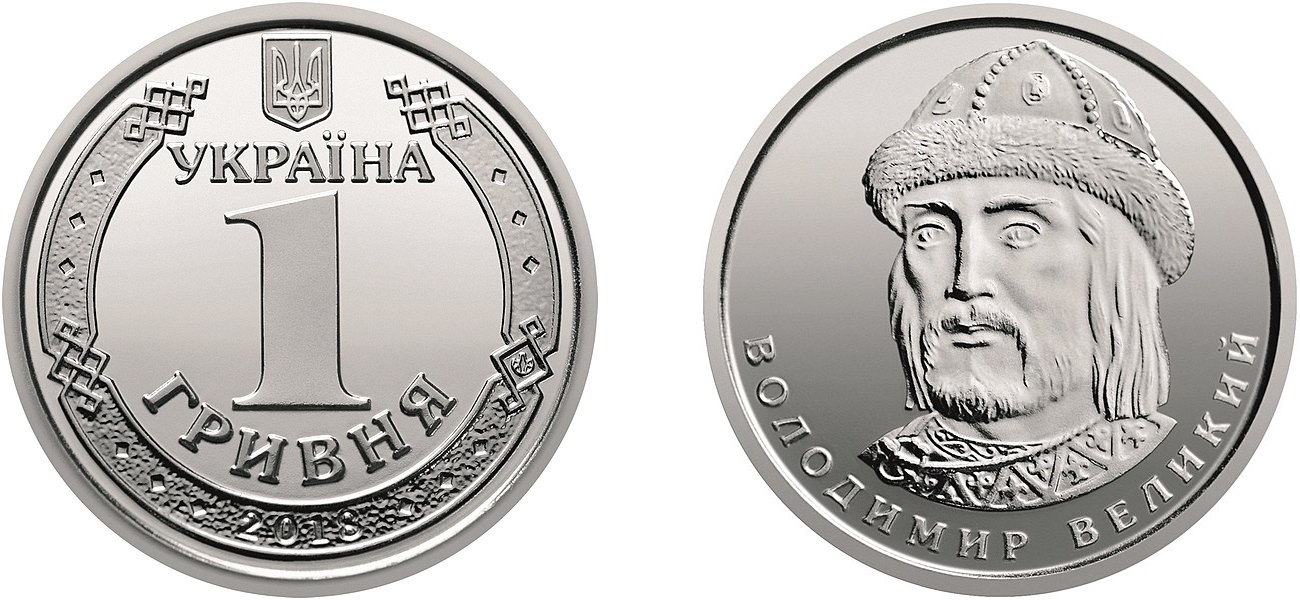
Монета 1 гривня, аверс та реверс.

Запроваджуючи купоно-карбованці, планували їхнє використання лише упродовж 4—6 місяців, проте вони проіснували аж до 1996 року, і є думка, що купоно-карбованці узяли на себе весь інфляційний удар.
У відповідь на цю гіперінфляцію Національний банк України у вересні 1996 року замінив національну валюту, карбованець, на гривню та зобов'язався підтримувати її стабільність по відношенню до долара США. Валюта залишалася нестабільною до кінця 1990-х років, особливо під час російської фінансової кризи 1998 року.
Глибока рецесія в 1990-х роках призвела до відносно високого рівня бідності, але, починаючи з 2001 року, сім років економічного зростання поспіль підвищили рівень життя більшості громадян. У звіті Світового банку за 2007 рік зазначено: «За останні роки в Україні зафіксовано одне з найрізкіших скорочень рівня бідності серед будь-якої перехідної економіки. Рівень бідності, виміряний за абсолютною межею бідності, впав з найвищих 32 % у 2001 році до 8 % у 2005 році». В ООН зазначили, що Україна подолала абсолютну бідність, а в 2009 році була лише відносна бідність.

### 2000-2014
Починаючи з 2000 року, економіка України стабілізувалася. 2000 рік став першим роком економічного зростання з часу здобуття Україною незалежності. Економіка продовжувала розвиватися завдяки зростанню експорту на 50 % між 2000 і 2008 роками – переважно експорт з традиційних галузей металів, металургії, машинобудування, хімічної та харчової промисловості. Між 2001 і 2008 роками ціни на метали та хімічну продукцію стрімко зростали через швидке міжнародне економічне зростання, тоді як ціна на природний газ, імпортований з Росії, залишалася низькою.
Монетизація також стала одним із рушіїв економічного буму який Україна пережила між 2000 і 2008 роками. Приваблені частково відносно високими відсотковими ставками, іноземні фінанси були влиті в економіку України, і грошова маса швидко зросла: з 2001 по 2010 роки кількість грошей збільшувалася щорічно на 35 %. У 2006 і 2007 роках зростання кредитування становило в середньому 73 %.
Наслідком цього стало те, що українські активи почали виглядати як велика економічна бульбашка, а висока інфляція почала завдавати шкоди експортній конкурентоспроможності України. Відношення зовнішнього боргу до ВВП зросло надзвичайно швидко – з 7 до майже 80 % лише за кілька років. З 2000 по 2007 рік реальне зростання в Україні становило в середньому 7,4 %. Це зростання було зумовлене внутрішнім попитом: орієнтація на споживання, інші структурні зміни та фінансовий розвиток.
Внутрішній попит зростав у постійних цінах майже на 15 % щорічно. Його підтримувала експансіоністська — проциклічна — фіскальна політика. Україна виграла від дуже низьких витрат на робочу силу, дещо нижчих тарифів і високих цін на основні експортні товари, але водночас зіткнулася зі значно вищими нетарифними бар'єрами. З кінця 2008 року Росія не стягувала з України ціни на природний газ, нижчі від світових. Це призвело до різноманітних російсько-українських газових суперечок.
Україна серйозно постраждала від економічної кризи 2008 року. Через це Україна пережила посуху в потоках капіталу. Гривня, яка була прив’язана до долара США за курсом 5:1, була девальвована до 8:1 і стабілізувалася в цьому співвідношенні до початку 2014 року. У 2008 році економіка України посідала 45 місце у світі за ВВП 2008 року (номінальний), із загальним номінальним ВВП 188 млрд доларів США та номінальним ВВП на душу населення 3900 доларів США. Наприкінці 2008 року рівень безробіття становив 3 %. За перші 9 місяців 2009 року безробіття в середньому становило 9,4 %. Остаточні офіційні рівні безробіття за 2009 та 2010 роки становили 8,8 % та 8,4 %, хоча Всесвітня книга фактів ЦРУ зазначає «велику кількість незареєстрованих або неповно зайнятих працівників». У 2009 році ВВП України впав на 15 %. У 2010 році Україна повністю змінила економічний курс країни, який був націлений насамперед на розвиток внутрішнього ринку.
У першому кварталі 2010 року українська економіка відновилася внаслідок відновлення світової економіки та підвищення цін на метали. Зростання реального ВВП України у 2010 році становило 4,3 %, що призвело до ВВП на душу населення за ПКС у US$6700. У 2011 році українські політики підрахували, що 40 % економіки України є тіньовою.
Влітку 2013 року український експорт до Росії суттєво впав через посилення російського митного контролю.
До жовтня 2013 року українська економіка застрягла в рецесії. Moody's знизило кредитний рейтинг України до Caa1 (погана якість і дуже високий кредитний ризик) у вересні 2013 року. Тоді ринки свопів оцінювали ймовірність дефолту України протягом наступних п'яти років у 50 %. У 2013 році в Україні не було зростання ВВП.

### Після Революції гідності: від 2014
Через втрату найбільшого торговельного партнера України, Росії, через анексію Криму в березні 2014 року та загострення війни на Донбасі, яка почалася в квітні 2014 року, протягом 2014 року економіка України скоротилася на 6,8 %. Очікувалося, що він знизиться на 8 %. У звіті уряду України на початку лютого 2016 року зазначалося, що економіка України в 2015 році скоротилася на 10,4 %. У 2015 році Національний банк України очікував подальшого падіння на 11,6 %, а Світовий банк – на 12 %. Світовий банк прогнозував зростання на 1 % у 2016 році.
На початку лютого 2014 року Національний банк України змінив регулювання гривні на валюту, що вільно коливається/плаваючу, намагаючись виконати вимоги МВФ і спробувати забезпечити стабільну ціну на валюту на ринку Forex. У 2014 і 2015 роках гривня втратила близько 70 % своєї вартості щодо долара США.
МВФ погодився на чотирирічну кредитну програму вартістю близько 17,5 млрд доларів США вісьмома траншами протягом 2015 і 2016 років за умов, що передбачають економічні реформи. Однак через відсутність прогресу в реформах у 2015 році було виплачено лише два транші на суму 6,7 млрд доларів США. Третій транш у розмірі 1,7 млрд доларів США було попередньо заплановано на червень 2016 року за умови введення в дію 19 подальших реформаційних заходів.
З грудня 2015 року Україна відмовляється платити і, отже, де-факто не виконує виплату боргу Росії в розмірі 3 млрд доларів, який був частиною українсько-російського плану дій від грудня 2013 року.
Оборот роздрібної торгівлі в Україні в 2014 році скоротився на 8,6 % (від 2013 року) і на 20,7 % у 2015 році (від 2014 року). У 2015 році експорт України впав на 30,9 %, в основному через різке скорочення виробництва в Донецькій та Луганській областях. На ці два регіони припадало 40,6 % загального падіння експорту До війни вони були двома найбільш індустріальними областями України.
За даними Міністерства економічного розвитку і торгівлі, у січні-листопаді 2015 року Україна мала профіцит платіжного балансу в розмірі 566 млн доларів і дефіцит торгового балансу в розмірі 11,046 млрд доларів за аналогічний період 2014 року. Станом на 31 грудня 2015 року державний борг України становив 79 % ВВП. У 2015 році він скоротився на 4,324 млрд доларів і склав 65,488 млрд доларів. Але в перерахунку в гривні борг зріс на 42,78 %. У 2015 році Міністерство соціальної політики України оцінювало 20–25 % українських домогосподарств як бідних.
У 2015 році в українську економіку через грошові перекази надійшло $2,526 млрд, що на 34,9 % менше, ніж у 2014 році. 431 млн доларів було відправлено з України в інші країни за допомогою грошових переказів. У січні 2016 року Bloomberg оцінив українську економіку як 41-шу серед найбільш інноваційних у світі, у порівнянні з 33-ю в січні 2015 року.
У травні 2016 року голова місії МВФ в Україні Рон ван Руд заявив, що зниження рівня корупції є ключовим випробуванням для продовження міжнародної підтримки. У 2015 році Transparency International поставила Україну на 130 місце серед 168 країн у своєму Індексі сприйняття корупції. У лютому 2016 року історик Ендрю Вілсон оцінив прогрес у боротьбі з корупцією як поганий станом на 2016 рік. Айварас Абромавічус, тодішній міністр економіки і торгівлі України, подав у відставку в лютому 2016 року, пославшись на вкорінену корупцію. У жовтні на конференції для іноземних інвесторів корупція та відсутність довіри до судової системи були визначені як найбільші перешкоди для інвестицій.
Наприкінці липня 2016 року Державна служба статистики України повідомила, що порівняно з червнем 2015 року реальна заробітна плата зросла на 17,3 %. Водночас Національний банк України повідомив про профіцит платіжного балансу України за січень-червень 2016 року в розмірі $406 млн проти дефіциту в $1,3 млрд за аналогічний період 2015 року. За даними Держстату України, інфляція в 2016 році знизилася до 13,9 %; тоді як у 2015 році він становив 43,3 %, а у 2014 році – 24,9 %.
The Economist порівняв серйозність рецесії в Україні з рецесією в Греції у 2011–2012 роках, вказавши, що Україна зазнала падіння ВВП на 8–9 % з 2014 по 2015 рік, а Греція зазнала падіння ВВП на 8,1 % у 2011–2012 роках. і зазначив, що не всі регіони України однаково постраждали від економічного спаду. У Донецьку та Луганську (зона конфлікту) промислове виробництво впало на 32 % і 42 % відповідно. З іншого боку, Львів, розташований за 1000 км від конфлікту, зафіксував найбільше зростання зайнятості в країні.
Економіка України подолала[коли?] важку кризу, спричинену збройним конфліктом у східній частині країни. 200 % девальвація гривні у 2014–2015 роках зробила українські товари та послуги дешевшими та конкурентоспроможними. У 2016 році економіка вперше з 2010 року зросла на понад 2 %. У заяві Світового банку за 2017 рік прогнозується зростання на 2 % у 2017 році, на 3,5 % у 2018 році та на 4 % у 2019 та 2020 роках. Інфляція в Україні у 2017 році склала 13,7 % (12,4 % у 2016 році).
Приблизно з 2015 року кількість українців, які працюють в Європейському Союзі, зокрема в Польщі, зростає. Згідно з даними Євростату, у 2017 році дозволи на проживання в ЄС отримали 662 тис. українців, 585 439 – у Польщі. Голова РНБО підрахував, що до 9 мільйонів українців частину року працюють за кордоном, 3,2 мільйонів мають постійну роботу за кордоном, більшість з яких не планують повертатися. Статистика Світового банку показує, що грошові перекази в Україну з 2015 по 2018 роки зросли приблизно вдвічі, на суму близько 4 % ВВП.
Реальний ВВП України станом на 01.01.2017 становив 984,016 млн грн. Того року економіка України показала зростання цього показника (2,3 %) вперше з 2013 року. Падіння ВВП почалося 2013 року та становило 0,027 %, прискорившись 2014—2015 рр. через політичну й економічну кризи та військові дії. Упродовж цих років сумарне падіння становило близько 16 %.
Скорочення ВВП було спричинене проблемами майже в усіх галузях економіки України. Руйнування виробничих потужностей і транспортної інфраструктури, розрив виробничих міжрегіональних зв'язків через воєнне протистояння на сході країни зумовили падіння обсягів промислового виробництва. Зниження реальної заробітної плати в умовах погіршення споживчих настроїв населення та високої інфляції спричинило звуження внутрішнього споживчого попиту. Зниження інвестиційного попиту було зумовлене високими ризиками через військовий конфлікт на Сході України.
Внаслідок певної макроекономічної стабілізації, пожвавлення споживчого та інвестиційного попиту, замороження конфлікту на Донбасі зростання реального ВВП становило 2,3 %, що є позитивним показником відновлення економіки України.
У першому кварталі 2019 року Китай став найбільшим торговим партнером України, потіснивши Росію. У 3 кварталі 2019 року реальний ВВП зріс на 4,2 %. До основних рушійних факторів належать: підвищення купівельної спроможності населення в умовах підвищення рівня заробітної плати (за 9 місяців 2019 року реальна заробітна плата зросла на 9,5%); високий рівень ділової активності та збереження інвестиційної активності, що стимулювало переважно розвиток будівництва, зокрема, об’єктів промислової та транспортної інфраструктури; активне споживче кредитування; підтримання високої динаміки розвитку сільського господарства; сприятлива цінова ситуація на окремих світових товарних ринках для вітчизняного експорту та ін.
Україна здійснила найбільшу виплату за боргом у 2019 році – 1,1 млрд доларів.
У 2019 році Fitch Ratings, підвищило довгострокові рейтинги дефолту емітента (РДЕ) України в іноземній та національній валюті з «B−» до «B» і покращило прогноз кредитного рейтингу зі стабільного до позитивний. Україна продемонструвала своєчасний доступ до фіскального та зовнішнього фінансування, покращивши макроекономічну стабільність і зменшивши державну заборгованість.
Україна піднялася на сім позицій у щорічному звіті Світового банку Doing Business 2020. Зважене макроекономічне управління допомогло знизити інфляцію та процентні ставки в 2019 році. Інфляція знизилася до 4,1 % на кінець 2019 року та 2,4 % в лютому 2020 року.
27 жовтня 2020 року Конституційний Суд України визнав неконституційним антикорупційне законодавство, зокрема обов’язкове електронне декларування доходів. Президент Володимир Зеленський попередив, що якщо парламент не відновить ці антикорупційні закони, іноземна допомога, кредити та безвізові поїздки до Європейського Союзу будуть під загрозою. Голова Національного банку України повідомив, що через емісію Україна не отримає запланованого фінансування МВФ у $700 млн до кінця 2020 року. Оцінювальні групи МВФ не відвідували Київ протягом восьми місяців, необхідних для виділення наступних траншів кредиту МВФ. У лютому 2021 року економіст Андерс Ослунд писав, що «протягом місяців високопоставлені українські посадовці стверджували, що український уряд зробив усе, чого міг вимагати [МВФ]», але «ці радісні розмови завжди були відірвані від реальності», а відносини з МВФ залишається критичним.
У 2022 році міжнародна право захисна організація Transparency International (ТІ) опублікувала щорічний рейтинг  «Індекс сприйняття корупції». Україна посіла у ньому 116-те місце зі 180 країн, набравши 33 бали. Порівняно з 2021 роком Україна піднялася у рейтингу ТІ на шість позицій.

### Повномасштабне російське вторгнення
21 липня 2022 року Україна девальвувала українську гривню на 25 % щодо долара США через економічні наслідки війни, щоб усунути валютні спекуляції та покращити міжнародну конкурентоспроможність бізнесу. Напередодні вона попросила заморозити виплати за міжнародними облігаціями на два роки; у 2020 році вона мала 130 млрд доларів зовнішнього боргу. Тоді очікувалося, що економіка скоротиться приблизно на 40 % у 2022 році.
Відповідно до даних Міжнародного валютного фонду, скорочення ВВП України у 2022 році сягне 35 % через повномасштабне військове вторгнення Російської Федерації.
Міністерство економіки України оцінює падіння ВВП України за 2022 рік на рівні 30,4 % (±2 %), що є кращим показником, ніж передбачалось за попередніми прогнозами.
В другому кварталі 2023 року економіка України збільшилася на 19,5 % у порівнянні з аналогічним періодом минулого року. Реальний внутрішній валовий продукт у другому кварталі 2023 року збільшився на 0,8 % з урахуванням сезонного фактора, повідомляє Державна служба статистики. Міністерство економіки в листопаді 2022 року констатувало, що війна завдала збитків на третину ВВП України. Подальші втрати тоді прогнозувалися на рівні 33-35 % національного ВВП.
В кінці 2023 року, Кабінет міністрів ухвалив Національну стратегію доходів на 2024−2030 роки. Таким чином виконаний останній структурний маяк кредитної програми Міжнародного валютного фонду (МВФ). Міністр фінансів України Сергій Марченко заявив, що Україна планує повернутися на ринок зовнішніх запозичень у 2025−2026 роках після того, як проведе реструктуризації євробондів у 2024 році.
За результатами 2023 року, у листопаді інфляція в Україні знизилась до 5,1 %. Пожвавлення економіки та сповільнення інфляції сприяли відновленню зростання реальних зарплат, хоча воно й було нерівномірним за видами діяльності. Дефіцит бюджету був рекордним як у грудні, так і загалом за рік. Ситуація на валютному ринку залишалася контрольованою.
Європейський банк реконструкції та розвитку прогнозує, що економіка України у 2024 році зросте на 3 %, натомість у бюджеті України на цей рік закладено зростання у 4,6 %.
Головним показником 2024 року відносно позитивної економічної динаміки стало зростання ВВП. Згідно з оцінками Міністерства економіки України, реальний валовий внутрішній продукт зріс на 4,3% порівняно з 2023 роком за перші два квартали. Очікується, що держава завершить цей рік з приростом ВВП не менш як 3,5 %. Інфляція у 2024 році склала 9,5-10 %, що в цілому відповідало прогнозам Національного банку України.

## Економічні райони
| Причорноморський економічний район Північно-східний економічний район Карпатський економічний район Центральний економічний район Придніпровський економічний район | Столичний економічний район Подільський економічний район Північно-західний економічний район Донецький економічний район |

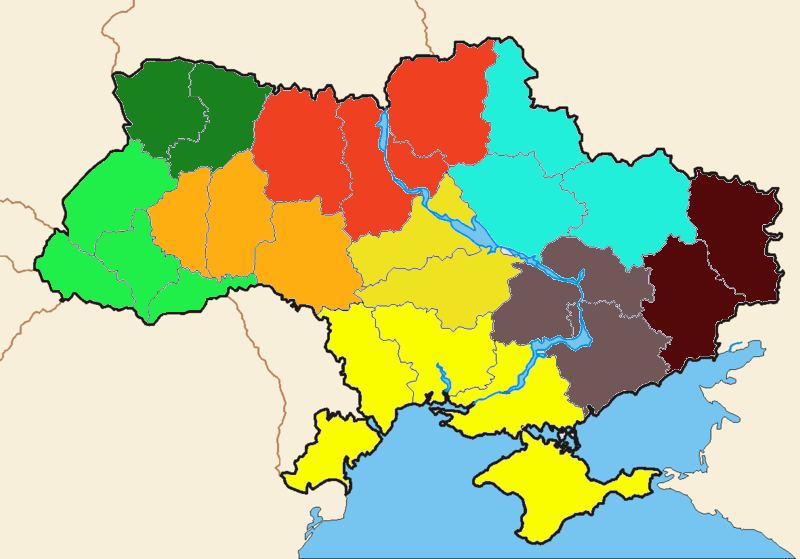
Економічне районування України за проєктами Петра Масляка та Петра Шищенка:

В Україні є різні варіації районування, зокрема Петро Масляк і Петро Шищенко поділяли країну на дев'ять економічних районів: Донецький, Карпатський, Північно-західний, Північно-східний, Подільський, Придніпровський, Причорноморський, Столичний і Центральний економічні райони.
Донецький економічний район розташований на південному сході України. Охоплює Донецьку і Луганську області. Основні міжгалузеві комплекси: енергетичний, металургійний, машинобудівний, хімічно-індустріальний. Переважає приміський тип сільського господарства. Добре розвинуті транспортний і рекреаційний комплекси.
Карпатський економічний район розташований на заході України. До складу входять Львівська, Івано-Франківська, Закарпатська і Чернівецька області. Площа району становить 56,6 тис. км² (9,4 % території країни), з них Львівська область займає 21,8 тис. км², Івано-Франківська — 13,9 тис. км², Закарпатська — 12,8 тис. км², Чернівецька — 8,1 тис. км². Карпатський район межує з Польщею, Румунією, Молдовою, Угорщиною і Словаччиною, що зумовлює вигідність його географічного розташування. Зв'язки з західними сусідами простежуються як на виробничому рівні, так і в сфері культури, в особливостях національного складу району. Територією району проходять найважливіші транспортні шляхи.
Подільський економічний район розташований на Правобережній Україні, на заході лісостепової зони, охоплює Вінницьку, Тернопільську та Хмельницьку області.
До Придніпровського економічного району входять Дніпропетровська та Запорізька області. Це другий район після Донецького за обсягом виробництва промислової продукції (разом ці два райони випускають 33 % промислової продукції держави). Корисні копалини: залізні руди у Криворізькому басейні (запаси становлять 12 млрд т), у Білозерському районі, Чортоницьку, Жовтих водах; родовища титану, рутило-ільменітових руд, цирконію, нікелю, кобальту; кам'яне вугілля у Західному Донбасі (запаси становлять 8,6 млрд тонн); буре вугілля, нафта, природний газ, боксити.
Причорноморський соціально-економічний район займає південну частину України. До його складу входять АР Крим, Одеська, Миколаївська та Херсонська області. Його площа — 113 тис. км² (18,7 % площі України), населення — 6,8 млн осіб (14,3 % населення України). У районі розвинене машинобудування, рекреаційний комплекс, багатогалузева харчова промисловість, високотоварне сільське господарство з високою часткою посівів зернових, садів, виноградників, тютюну, ефіроолійних культур.
Столичний район посідає друге місце в Україні за площею, а за кількістю населення поступається тільки Донецькому і Причорноморському економічним районам. Район охоплює території Київської, Чернігівської і Житомирської областей. Район займає друге місце в країні за виробництвом продукції промисловості, за виробництвом продукції сільського господарства район поступається тільки Причорноморському.
Центральний економічний район має, відповідно до назви, центральне географічне розташування в межах України і є єдиним районом з повністю внутрішнім розміщенням у країні. Складається з двох адміністративних областей — Кіровоградської та Черкаської. Площа району — 45,5 тис. км² (7,5 % площі держави), населення — 2 530,5 тис. осіб (5,2 % населення України). Тут розвинене виробництво продукції сільськогосподарського машинобудування, електротехнічного, енергетичного, приладобудування, харчової промисловості, видобуток графіту, уранових руд, будівельної галузі, хімічної промисловості.
|                                     | населення, 2013 тис. осіб | населення, 2013 тис. осіб | валовий регіональний продукт, 2011 млн ₴ | валовий регіональний продукт, 2011 млн ₴ | капітальні інвестиції, 2012 млн ₴ | капітальні інвестиції, 2012 млн ₴ |
| Карпатський економічний район       | 6084,1                    | 13,4 %                    | 108 878                                  | 8,4 %                                    | 19 619                            | 7,4 %                             |
| Північно-західний економічний район | 2196,9                    | 4,8 %                     | 36 939                                   | 2,8 %                                    | 5 852                             | 2,2 %                             |
| Подільський економічний район       | 4018,3                    | 8,8 %                     | 68 236                                   | 5,2 %                                    | 11 344                            | 4,3 %                             |
| Столичний економічний район         | 6913,8                    | 15,2 %                    | 326 021                                  | 25,0 %                                   | 88 937                            | 33,7 %                            |
| Центральний економічний район       | 2264,1                    | 5,0 %                     | 47 053                                   | 3,6 %                                    | 7 750                             | 2,9 %                             |
| Північно-східний економічний район  | 5355,4                    | 11,8 %                    | 152 025                                  | 11,7 %                                   | 26 402                            | 10,0 %                            |
| Причорноморський економічний район  | 6995,5                    | 15,4 %                    | 155 159                                  | 11,9 %                                   | 39 198                            | 14,9 %                            |
| Придніпровський економічний район   | 5093,0                    | 11,2 %                    | 189 545                                  | 14,6 %                                   | 26 718                            | 10,1 %                            |
| Донецький економічний район         | 6631,9                    | 14,6 %                    | 218 223                                  | 16,8 %                                   | 37 908                            | 14,4 %                            |
| Україна                             | 45 553,0                  | 100,0 %                   | 1 302 079                                | 100,0 %                                  | 263 728                           | 100,0 %                           |

### Природні ресурси
Україна відносно багата на природні ресурси, зокрема на родовища корисних копалин. Хоча запаси нафти і природного газу в Україні в основному виснажені, вона має інші важливі джерела енергії, такі як вугілля, гідроелектроенергію та сировину для ядерного палива.

### Економіка України в графіках

ВВП (ПКС) України
ВВП України (ПКС) на душу населення
Населення України з 1950р
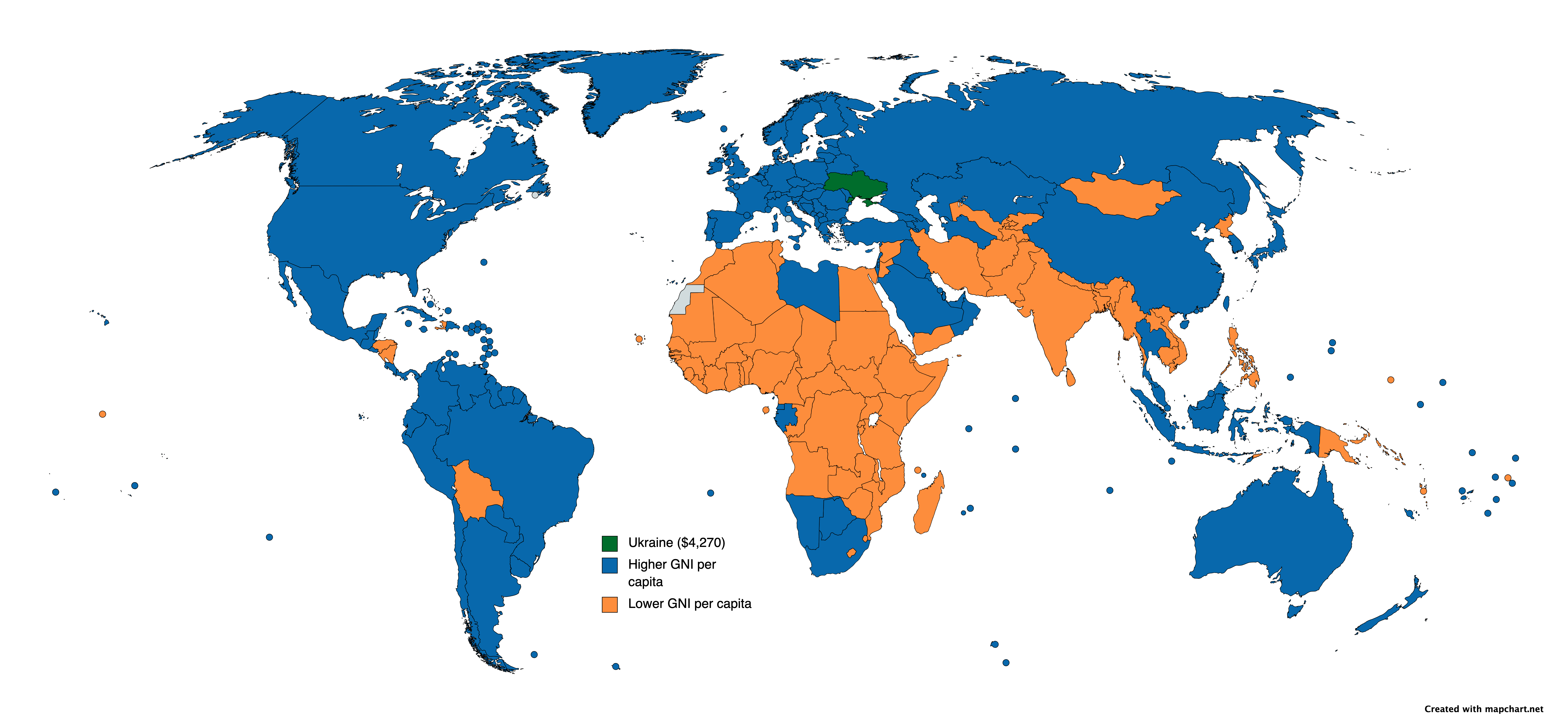
2010 ВНД на душу населення[en]: Україна (3 000 $)    Вищий ВНД на душу населення порівняно з Україною    Нижчий ВНД на душу населення порівняно з Україною
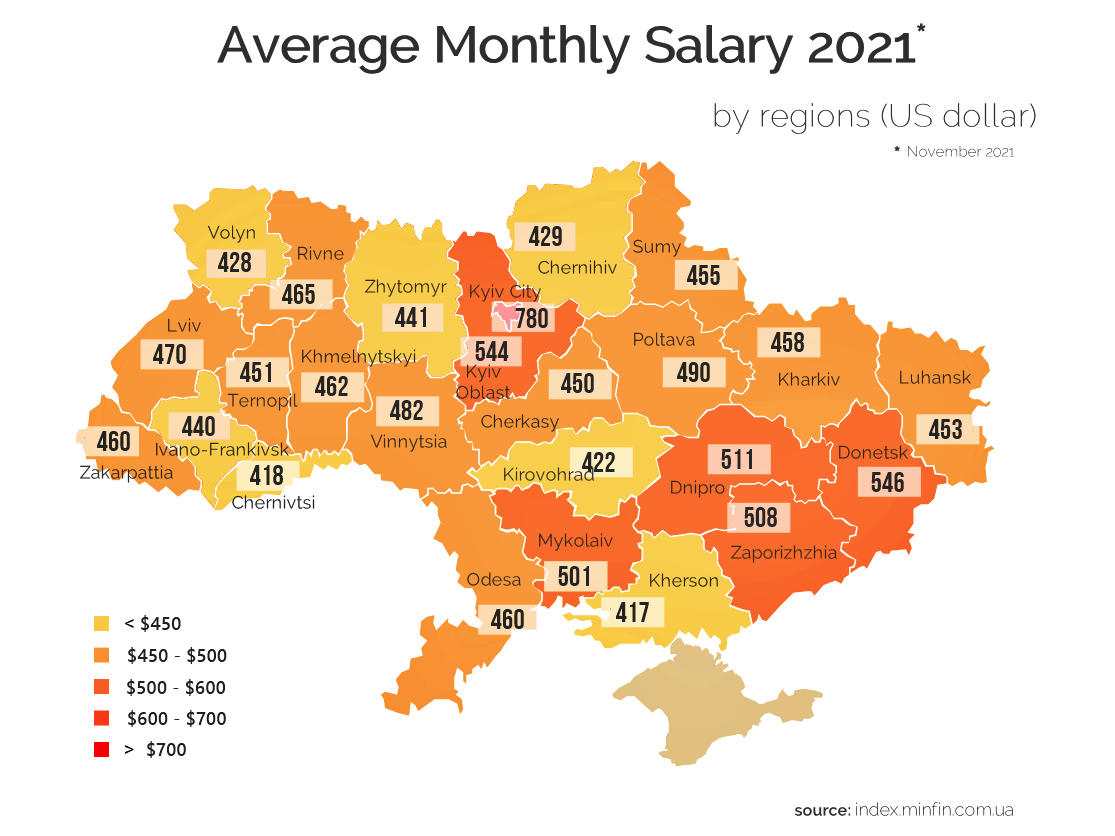
Середньомісячна заробітна плата у листопаді 2021 року (рейтинги за регіонами; USD, номінальна)
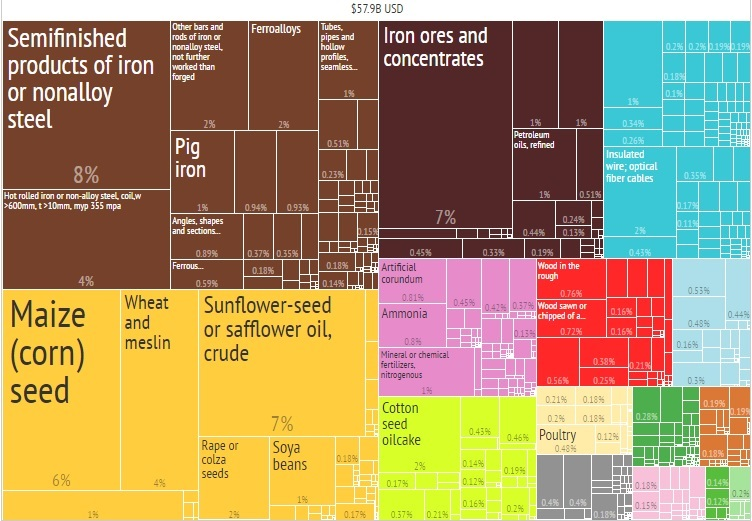
Деревоподібна карта експорту України за продуктами (2014) від Гарвардський атлас економічної складності

## Сектори економіки

### Промисловість

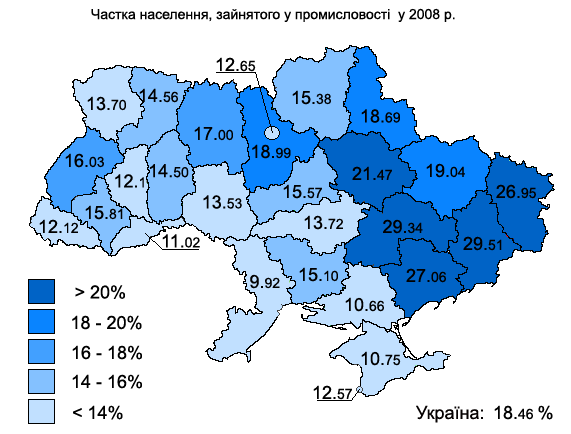
Частка населення, зайнятого у галузях промисловості за даними 2008 року

Основа української промисловості — сформований ще у часи СРСР капітал, отриманий приватними власниками в незалежній Україні в період проведення масової приватизації.
У промисловості працює близько 18 % зайнятого населення України (2008 р.) і створюється близько 26 % ВВП (2012 р.) В структурі промисловості найвищу частку становлять чорна металургія, машинобудування, електроенергетика, хімічна та харчова промисловості.
Станом на 2011 рік, 66,3 % обсягу промислової продукції припадало на продукцію переробної промисловості, 22,7 % — на продукцію електроенергетики і 11 % — на продукцію добувної промисловості.

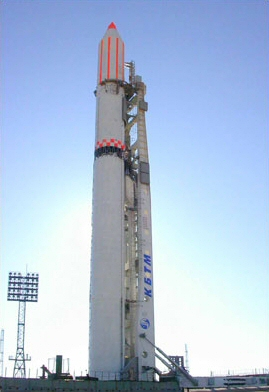
Зеніт-2 виробництва українського ракетобудівного підприємства «Південмаш»

Україна є домом для компаній, які працюють приблизно у 20 основних галузях промисловості, а саме: електроенергетика, паливо, чорна та кольорова металургія, хімічна та нафтохімічна промисловість, газова промисловість, машинобудування та металообробка, лісова, деревообробна та целюлозно-паперова промисловість, будівельних матеріалів, легка, продукти харчування та ін. У 2012 році промисловість становила 26% ВВП. Україна має потужну високотехнологічну промислову базу, включаючи електроніку, збройну промисловість і космічну програму.
|                                                                    | 2001   | 2002   | 2003   | 2004   | 2005   | 2006   | 2007   | 2008   | 2009   | 2010    | 2011    |
| Добувна промисловість, млрд ₴                                      | 20 549 | 19 642 | 22 127 | 29 059 | 38 867 | 45 077 | 56 349 | 85 755 | 67 243 | 106 934 | 146 833 |
| Добувна промисловість, частка у промисловості                      | 9,7 %  | 8,5 %  | 7,7 %  | 7,3 %  | 8,3 %  | 8,2 %  | 7,9 %  | 9,3 %  | 8,3 %  | 10,0 %  | 11,0 %  |
| в тому числі добування паливно-енергетичних корисних копалин       | 6,5 %  | 5,4 %  | 4,7 %  | 4,3 %  | 4,6 %  | 4,9 %  | 4,2 %  | 4,6 %  | 4,5 %  | 4,9 %   | 5,6 %   |
| в тому числі добування корисних копалин, крім паливно-енергетичних | 3,2 %  | 3,1 %  | 3,0 %  | 3,0 %  | 3,7 %  | 3,3 %  | 3,7 %  | 4,7 %  | 3,8 %  | 5,1 %   | 5,4 %   |
|                                                                    |        |        |        |        |        |        |        |        |        |         |         |

|                                                        | 2001    | 2002    | 2003    | 2004    | 2005    | 2006    | 2007    | 2008    | 2009    | 2010    | 2011    |
| Переробна промисловість, млрд ₴                        | 138 043 | 155 440 | 207 906 | 306 268 | 355 080 | 405 466 | 530 163 | 668 466 | 559 267 | 730 544 | 881 141 |
| Переробна промисловість, частка у промисловості        | 65,5 %  | 67,7 %  | 71,9 %  | 76,4 %  | 75,8 %  | 73,5 %  | 73,9 %  | 72,9 %  | 69,4 %  | 68,6 %  | 66,3 %  |
| металургія                                             | 18,0 %  | 18,2 %  | 20,0 %  | 23,3 %  | 22,1 %  | 21,9 %  | 22,0 %  | 22,0 %  | 17,6 %  | 18,8 %  | 18,1 %  |
| харчова промисловість                                  | 16,6 %  | 17,1 %  | 17,0 %  | 15,8 %  | 16,3 %  | 15,5 %  | 15,3 %  | 15,2 %  | 19,8 %  | 18,0 %  | 16,6 %  |
| машинобудування                                        | 10,2 %  | 10,7 %  | 12,2 %  | 13,4 %  | 12,7 %  | 12,5 %  | 13,7 %  | 13,3 %  | 10,6 %  | 10,9 %  | 11,6 %  |
| хімічна та нафтохімічна промисловість                  | 6,0 %   | 5,8 %   | 6,4 %   | 6,2 %   | 6,4 %   | 6,4 %   | 6,1 %   | 6,1 %   | 6,0 %   | 5,9 %   | 6,7 %   |
| нафтопереробка, вир-во коксу                           | 4,9 %   | 6,8 %   | 7,4 %   | 9,1 %   | 9,4 %   | 8,0 %   | 7,3 %   | 7,2 %   | 6,7 %   | 6,9 %   | 5,7 %   |
| вир-во іншої неметалевої мінеральної продукції         | 2,7 %   | 2,7 %   | 2,6 %   | 2,6 %   | 2,9 %   | 3,3 %   | 3,8 %   | 3,8 %   | 3,0 %   | 2,6 %   | 2,7 %   |
| целюлозно-паперова промисловість, видавнича діяльність | 2,4 %   | 2,5 %   | 2,5 %   | 2,5 %   | 2,5 %   | 2,4 %   | 2,4 %   | 2,2 %   | 2,7 %   | 2,4 %   | 2,1 %   |
| деревообробка                                          | 0,7 %   | 0,7 %   | 0,8 %   | 0,7 %   | 0,8 %   | 0,8 %   | 0,8 %   | 0,7 %   | 0,8 %   | 0,7 %   | 0,7 %   |
| легка промисловість                                    | 1,4 %   | 1,4 %   | 1,3 %   | 1,2 %   | 1,1 %   | 1,1 %   | 1,0 %   | 0,9 %   | 0,9 %   | 0,8 %   | 0,7 %   |
|                                                        |         |         |         |         |         |         |         |         |         |         |         |

|                                                                    | 2001   | 2002   | 2003   | 2004   | 2005   | 2006    | 2007    | 2008    | 2009    | 2010    | 2011    |
| Виробництво та розподілення електроенергії, газу та води, млрд ₴   | 52 251 | 54 552 | 59 084 | 65 430 | 74 616 | 101 185 | 130 565 | 162 814 | 180 042 | 227 630 | 301 282 |
| Виробництво та розподілення електроенергії, частка у промисловості | 24,8 % | 23,8 % | 20,4 % | 16,3 % | 15,9 % | 18,3 %  | 18,2 %  | 17,8 %  | 22,3 %  | 21,4 %  | 22,7 %  |

До української ракетно-космічної галузі належить майже 40 великих підприємств та багато малих і середніх підприємств-розробників і незалежних науково-дослідних лабораторій. Провідним центром серед них є конструкторське бюро «Південне» та виробниче об'єднання „Південний машинобудівний завод“ у місті Дніпро, де сконструйовано та вироблено понад 400 штучних супутників Землі, створюють і серійно виробляють ракети-носії, космічні апарати, системи управління, орієнтації і траєкторних вимірювань.

#### Гірничо-видобувна
Україна є однією з найважливіших у світі країн-виробників корисних копалин як за асортиментом, так і за розміром своїх запасів. Існує майже 8000 окремих родовищ, які містять близько 90 різних корисних копалин, з яких близько 20 є економічно важливими. Близько половини всіх відомих родовищ знаходяться в експлуатації. Запаси вугілля в Україні становлять 47,1 млрд тонн. Річна внутрішня потреба у вугіллі як паливі становить близько 100 млн тонн, з яких 85 % може бути задоволено власним видобутком.
Україна має нафтові та газові родовища, які забезпечують відповідно 10 % її споживання нафти та 20 % газу. Запаси природного газу в Україні становлять 39,6 млрд кубічних футів (1,12 млрд кубічних метрів), але лише близько 20 % потреб України задовольняється внутрішнім видобутком. Великі в Україні також поклади залізної руди (за оцінками — 28 млрд. т), марганцевої руди (3 млрд. т), крейди та вапняку (1,5 млрд. т). Вітчизняний промисловий сектор страждає від постійного дефіциту енергії та боргів за оплату енергопостачання, які на кінець 1995 року становили близько 792 млн доларів.
У 2019 році Україна була 7-ю у світі за видобутком залізної руди, 8-й у світі виробник мангану, 6-й за величиною виробник титану, і 7-й найбільший виробник у світі графіту. В 2018 році Україна була 9-м у світі виробником урану.
Україна постачає близько 50 % світового неонового газу та 40 % криптону, обидва вони необхідні для виробництва напівпровідників. За оцінками, понад 90 % напівпровідникових неонових матеріалів США імпортується з України.

#### Металургія
Україна багата на родовища корисних копалин, у тому числі залізної руди (колись вона виробляла 50 % усього радянського видобутку), марганцевої руди (її виробляла 40 % світового видобутку в радянську еру), ртуті, титану, та нікелю.
В Україні є велика металургійна промисловість, яка виробляє чавун, сталь і труби. Серед компаній-лідерів економіки в цій галузі – «Метінвест», «Криворіжсталь», «Азовсталь», МК ім. Ілліча та ін. Станом на 2012 рік Україна є десятим у світі виробником сталі (за даними Світової металургійної асоціації).
У 2021 році українські підприємства виробили 21,4 млн т сталі, що на 3,6 % більше, ніж 2020 року. За цим показником Україна посіла 14-те місце у глобальному рейтингу виробників сталі.

#### Хімічна промисловість
Іншою важливою галуззю є хімічна промисловість країни, яка включає виробництво коксу, мінеральних добрив і сірчаної кислоти.

#### Оборонна промисловість

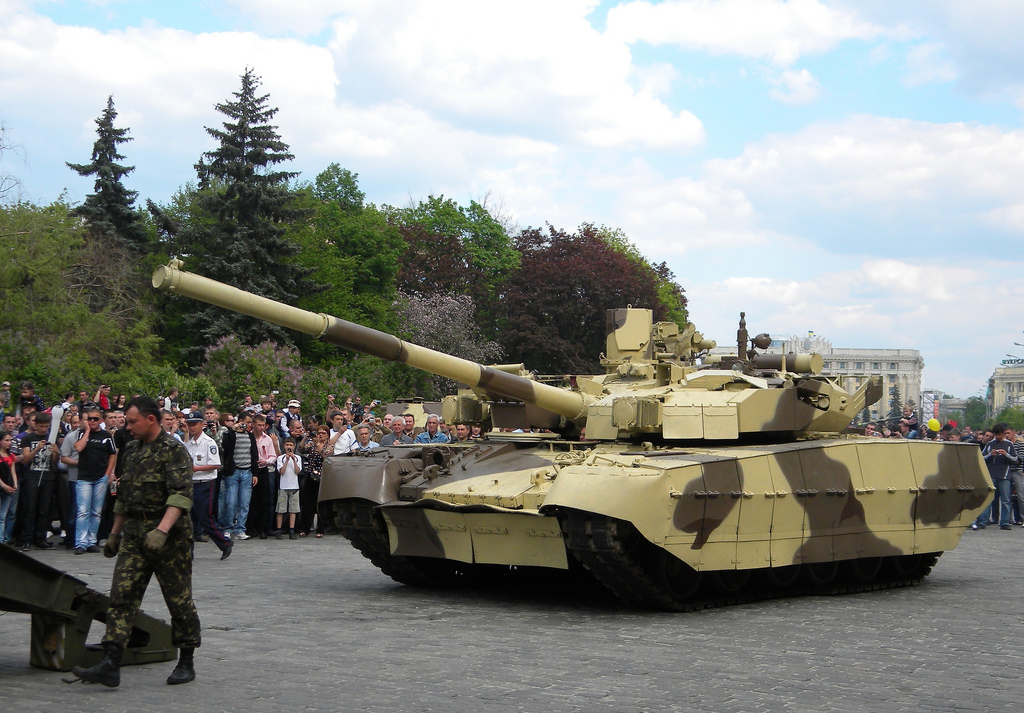
БМ Оплот, який виготовляє харківський Завод імені В. О. Малишева

Оборонна промисловість України організована навколо державного конгломерату Укроборонпром, який включає понад 130 компаній. Ці компанії включають такі гіганти радянської епохи, як авіаційне конструкторське бюро «Івченко-Прогрес», яке було відкрито в 1945 році, а також новіші компанії, такі як НВО «Форт», які виникли в 1990-х роках. Україна входить до десятки найбільших експортерів зброї у світі.
Підписання останніх великих контрактів може вивести Україну на 6 місце серед найбільших торговців зброєю після США, Російської Федерації, Франції, Німеччини та Ізраїлю. У 2009 році виробництво українських оборонних заводів зросло на 58 %, причому найбільше зростання зафіксували авіабудівники (77 %) і суднобудівники (71 %).
У 2013 році ОПК України виробив продукції на ₴11,7 млрд, з яких ₴10 млрд було експортовано. За 9 місяців 2014 року оборонний сектор України виробив продукції на рекордні ₴13 млрд. Збільшення значною мірою відбулося через держзамовлення на війну на Донбасі.

#### Енергетика
Росія, Чорне та Каспійське моря забезпечують багатими природними ресурсами, такими як вугілля, нафта, природний газ, а також значним потенціалом для гідроенергії та біомаси.
Україна значною мірою залежить від імпорту природного газу та нафтопродуктів. Це ключовий транзитний пункт для європейського імпорту російського газу. Україна транзитує більше природного газу, ніж будь-яка інша країна. До повномасштабного російського вторгнення в Україну в 2022 році економічні кризи, закриття Росією свого ринку та ескалація Російсько-української війни у східній Україні з 2014 року дещо стримували зростання країни. Енергетична політика України створила стимули для інвестицій у відновлювані джерела енергії, але вони залишаються невизначеними. З 2015 року українська енергетична політика надає перевагу зменшенню субсидій на природний газ разом із диверсифікацією енергопостачання. Україна бере участь у програмі Європейського Союзу EU4Energy, спрямованій на сприяння виробленню політики на основі фактичних даних у національних енергетичних секторах.
Енергетичні ресурси

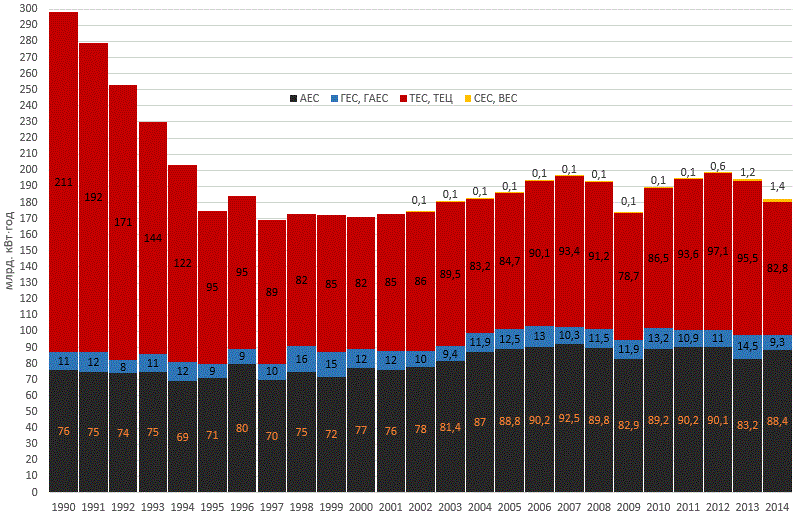
Виробництво електроенергії в Україні:
ТЕС,ТЕЦ
ГЕС, ГАЕС
АЕС
СЕС, ВЕС

Україна має значні запаси кам'яного вугілля (Донецький і Волинський басейни) і бурого вугілля (Дніпровський басейн); невеликі родовища нафти і природного газу розташовані в Прикарпатті і на північному сході країни. Ці енергетичні ресурси використовуються на великих ТЕС, (Вуглегірська, Криворізька, Бурштинська, Зміївська, Курахівська та ін.). На Дніпрі побудований каскад ГЕС (Каховська, Дніпровська, Канівська, Київська і інш.). Понад 45 % електроенергії в Україні дають АЕС (Запорізька, Південно-Українська, Хмельницька, Рівненська).
Власні паливні ресурси станом на 2010 рік забезпечують лише 67 % потреб України, решта імпортується (зокрема з Росії, Туркменістану і Азербайджану).
Електроенергетика
Електроенергетика — базова галузь економіки України. Вона одна з найстарших у країні. Виробництво електроенергії ґрунтується на спалюванні вугілля, мазуту, природного газу, використанні атомної енергії, енергії рік. Україна має значні можливості для експорту електроенергії, проте використовує їх не повною мірою, оскільки експорт може здійснювати тільки через так званий „Бурштинський острів“.
Понад 47 % електроенергії в Україні дають АЕС (Рівненська, Запорізька, Південно-Українська та Хмельницька). ТЕС (бл. 45 % виробленої електроенергії) є основними станціями, що забезпечують електричною енергією в напівпікові та, разом із ГЕС та ГАЕС, у пікові години.
Споживання природного газу
За даними Оператор ГТС України, фактичне споживання природного газу в Україні у 2021 році склало 26,8 млрд кубометрів - це на 6,6 % менше, ніж у 2020 році. При цьому, на потреби населення надійшло майже на 5 % більше, ніж у 2020 році, - 8,6 млрд куб. м газу (31,9 % від загального спожитого обсягу). Водночас виробники тепла спожили 6,3 млрд куб. м (-24 %) або 23,5 % від загального спожитого обсягу. "Промисловість, бюджетні організації та інші непобутові споживачі використали 11,9 млрд куб. м газу (44,6 %) - майже на 3 % менше, ніж у 2020 році", - додали в компанії.
Нафтопереробна
Україна залишається значною мірою залежною від імпорту нафтопродуктів і газу. Росія вважається головним постачальником нафти в Україну, і російські фірми володіють та/або керують більшістю нафтопереробних потужностей України. Природний газ імпортується з Росії, яка постачає власний газ, а також газ із Туркменістану.[джерело?]
Україна була ключовим транзитним пунктом для імпорту ЄС російського газу, і її трубопровідна система була ключовим гравцем у постачанні енергоресурсів в Європі, незважаючи на нещодавню диверсифікацію транзитних маршрутів російськими нафтовими компаніями, такими як «Газпром». Після російсько-українських газових суперечок 2014 року залежність останньої від поставок російського газу різко вплинула на її економіку та зовнішню політику.[джерело?]
Україна є незалежною у постачанні електроенергії та експортує електроенергію до Росії та інших країн Східної Європи. Це досягається широким використанням атомної та гідроелектроенергії. Остання енергетична стратегія передбачає поступове скорочення виробництва на основі газу та нафти на користь атомної енергетики, а також енергозберігаючі заходи, включаючи зниження споживання промислового газу. Реформа все ще неефективного та непрозорого енергетичного сектору є основною метою програм Міжнародного валютного фонду (МВФ) та Світового банку для України.[джерело?]
Україна була країною-партнером енергетичної програми Європейського Союзу INOGATE, яка мала чотири ключові теми: підвищення енергетичної безпеки, конвергенція енергетичних ринків держав-членів на основі принципів внутрішнього енергетичного ринку ЄС, підтримка сталого енергетичного розвитку та залучення інвестицій в енергетичні проєкти спільного та регіонального інтересу. INOGATE було припинено в 2016 році.

#### Автомобільна промисловість

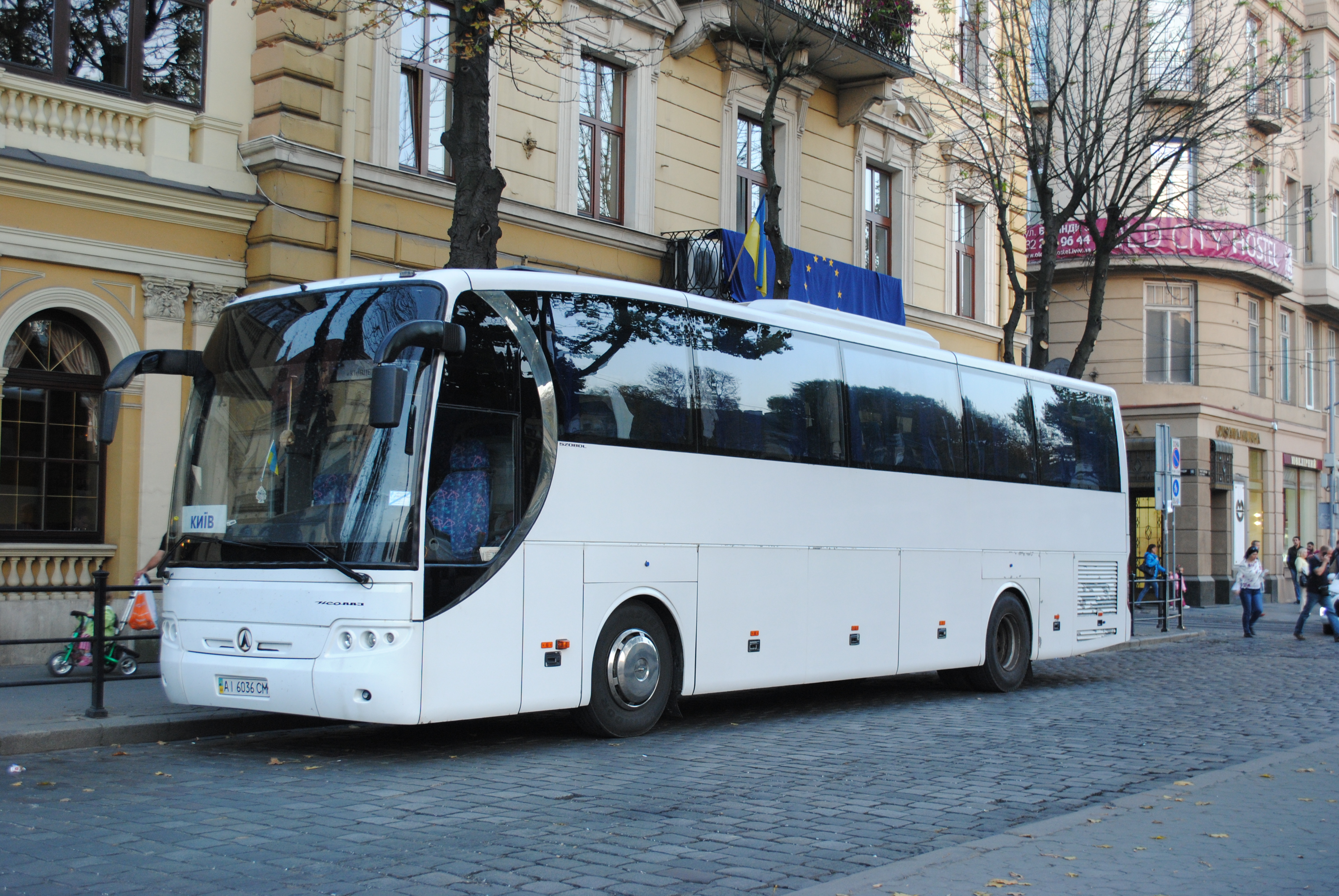
ЛАЗ-5208ДЛ виробництва Львівського автобусного заводу

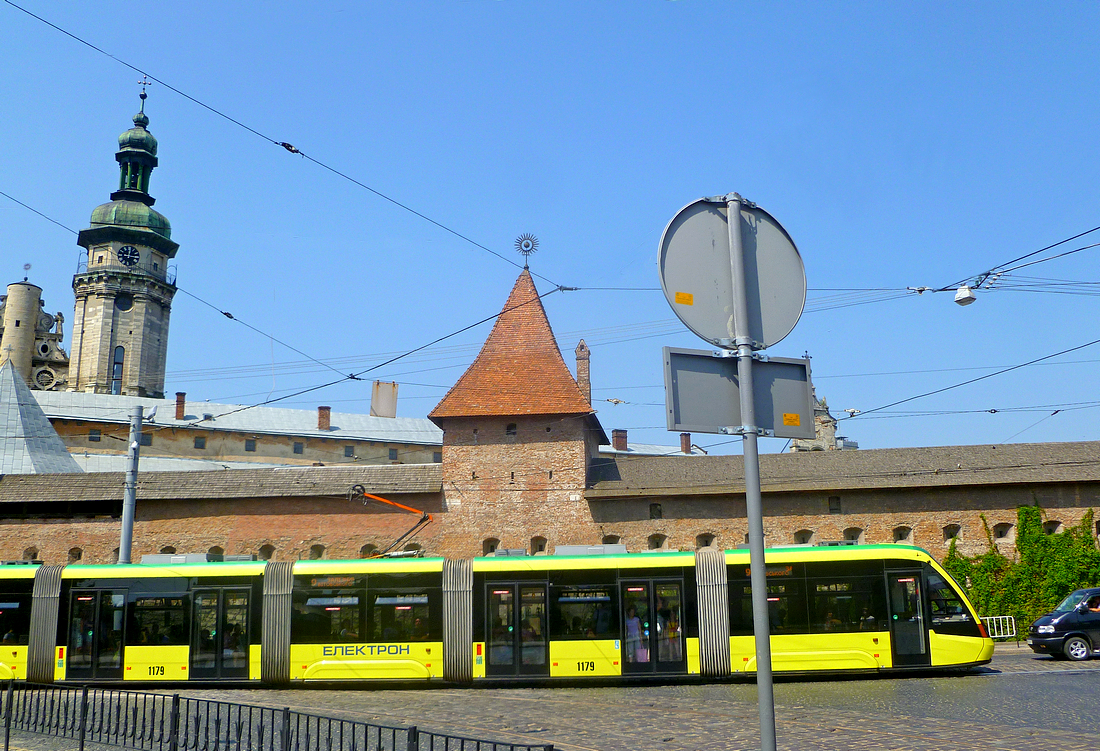
Сучасний трамвай Електрон Т5Л64

Автомобілебудування України випускає тепловози, трактори, вантажівки, автобуси, тролейбуси, автомобілі власної конструкції та трамваї. В Україні працює 12 автовиробників, серед яких ЗАЗ, ЛуАЗ, Богдан, КрАЗ, Єврокар, Електрон, ЛАЗ.
ЗАЗ (Запорізький автомобілебудівний завод) — головний автовиробник України, розташований у південно-східному місті Запоріжжя. Виробництво легкових автомобілів в Україні почалося в 1959 році. З 1960 по 1994 роки в Запоріжжі було випущено 3 422 444 автомобілі «Запорожець», а в Мелітополі — двигуни з повітряним охолодженням. У 2011–2012 роках на Запорізькому автомобілебудівному заводі розпочато серійне повномасштабне виробництво двох нових моделей автомобіля: ЗАЗ Форза (перейменований китайський Chery A13) і ЗАЗ Vida (перейменований Chevrolet Aveo).
Корпорація «Богдан» — провідна українська автомобілебудівна група, до складу якої входить кілька українських виробників автомобілів і автобусів. Автобуси «Богдан» (моделі «Isuzu» під маркою) використовуються як основні маломірні автобуси в більшості міст України.
ЛАЗ є одним із найбільших виробників автобусів в Україні. Виробляє міські автобуси, туристичні автобуси, тролейбуси та автобуси спеціального призначення.
Львівське підприємство «Електронтранс» – це підприємство повномасштабного виробництва, яке спеціалізується на проєктуванні та виробництві сучасного міського електротранспорту – трамваїв, тролейбусів, електробусів, агрегатів та запасних частин. У 2013 році «Електротранс» починає виробництво низькопідлогових трамваїв, перших українських 100 % низькопідлогових трамваїв.

#### Авіаційна на аерокосмічна

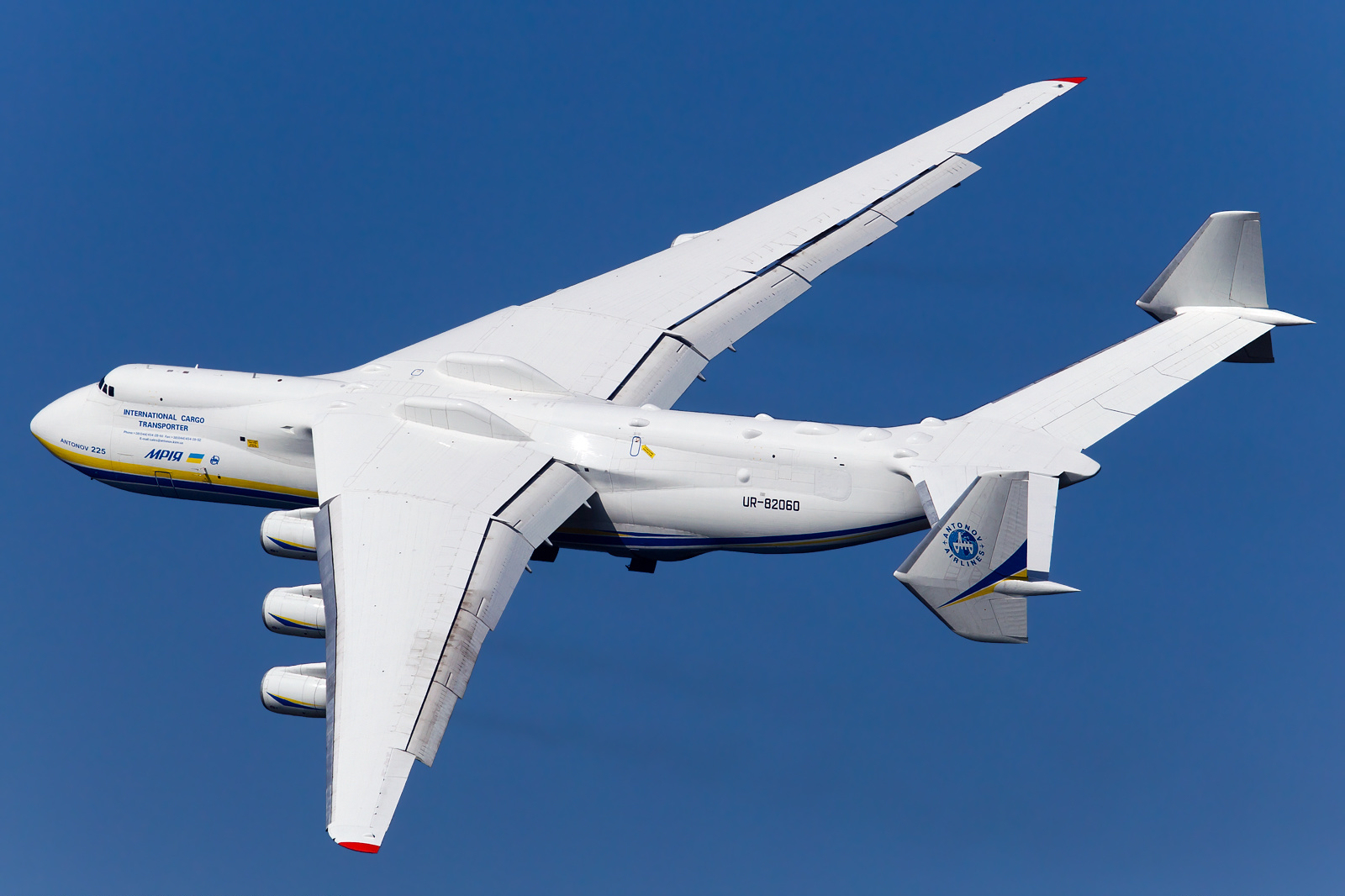
Антонов Ан-225 «Мрія» був найбільшим літаком у світі

Україна є однією з дев'яти країн з повним циклом розробки та виробництва аерокосмічної техніки. Окрім проєктування та виробництва пасажирських і транспортних літаків, Україна має мережу авіаремонтних підприємств, у тому числі компаній, що займаються відновленням військових літаків і гелікоптерів. У березні 2007 року Кабінет Міністрів України створив Державний авіабудівний концерн «Авіація України» (ДАКАУ), який підпорядковується Міністерству промислової політики. Виробництво літаків Ан-148 зараз є одним із найперспективніших проєктів для українського літакобудування. З 2009 року випущено 35 одиниць (разом із російським виробництвом).
Літаки розроблені конструкторським бюро науково-виробничого комплексу імені Антонова (АНТК). Найбільший однопланерний літак у світі Антонов Ан-225 Мрія розроблений АНТК імені Антонова і виготовлений у 1988 році. Валове виробництво легких і надлегких літаків в Україні не перевищує 200 одиниць на рік. Виробництво дельтапланів і парапланів всіх конструкцій складає близько 1000 одиниць щороку. Більшість вироблених пристроїв йде на експорт. Основними покупцями надлегких літаків українського виробництва є США, Австралія, Нова Зеландія, Велика Британія, Франція та ін.
З 2014 року доходи аерокосмічної промисловості впали на 80 %. У червні 2016 року корпорація "Антонов" об'єдналася з державним військовим конгломератом "Укроборонпром", утворивши в його структурі "Українську авіабудівну корпорацію". Це злиття було зроблено, щоб збільшити прибутки Антонова та темпи виробництва. Наразі «Антонов» працює над двома вантажними літаками: Ан-178, вантажна версія Ан-158 і Ан-132D, перероблена версія Ан-32.  Ан-132 розроблений спільно з саудівською компанією Taqnia Aeronautics Company, оснащений західними авіонікою та двигунами. Розгортання та перший політ заплановано на початок січня 2017 року.
Керівництво ракетно-космічною галуззю в Україні з 1992 року здійснює Національне космічне агентство України. До складу агентства входять 30 підприємств, науково-дослідних інститутів, конструкторських бюро. Загалом КБ «Південне» відповідає за створення ракети-носія «Зеніт-3SL». Національне космічне агентство України співпрацює з американською компанією Rockwell Int., а також проєктом «Морський старт». Сердечник першого ступеня американської ракети Orbital ATK Antares розроблений і виробляється в Україні КБ «Південне».

#### Суднобудування

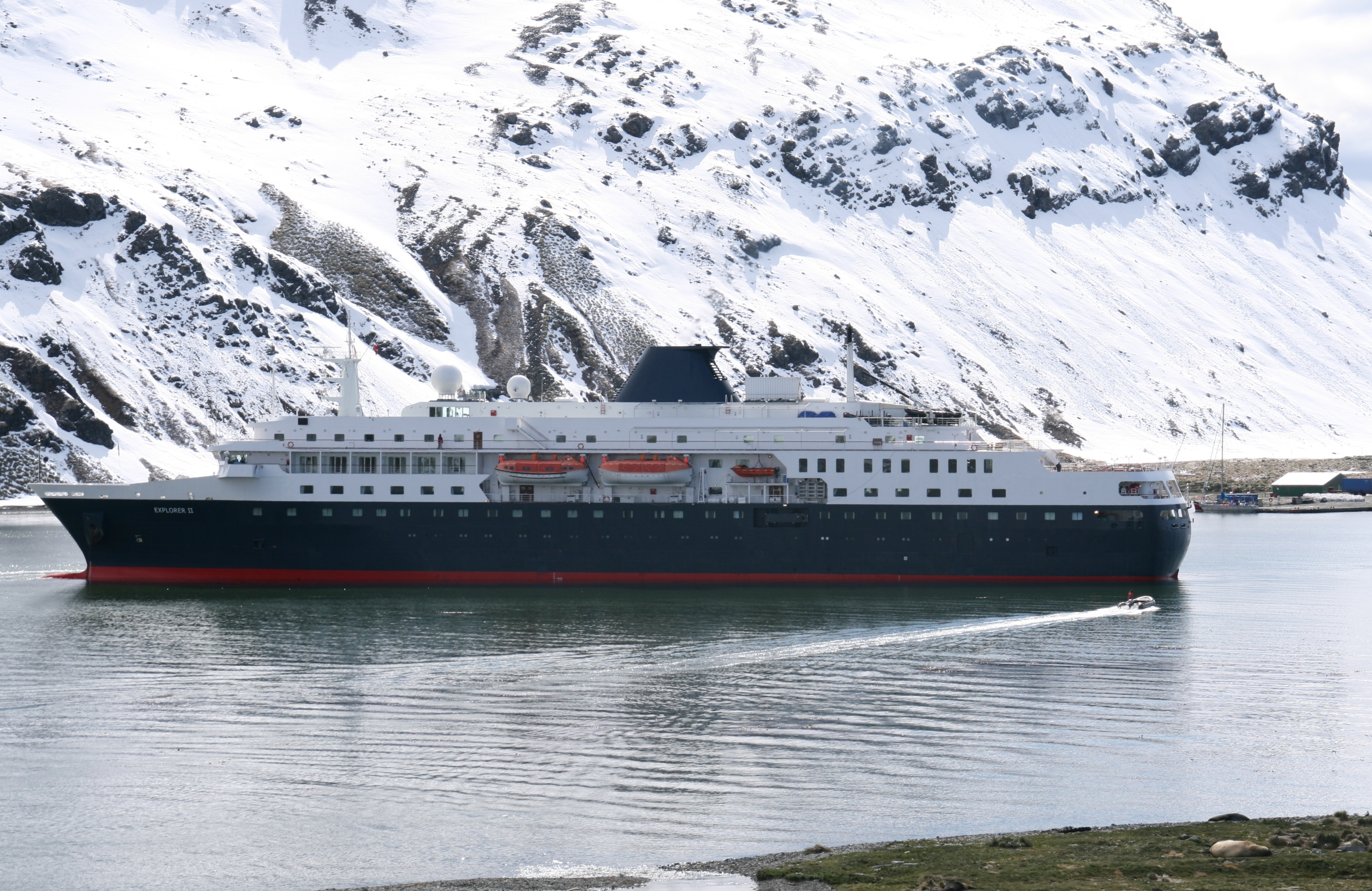
MV Minerva − пасажирське судно, побудоване в Україні

Україна входить до 10 найбільших суднобудівних країн Європи. В Україні зареєстровано 49 суднобудівних компаній. Вони здатні будувати широкий спектр типів суден: моторні човни, баржі, балкери (суховантажні судна), танкери, скраплені газовози тощо.
Розпад СРСР привів українське суднобудування до тривалого занепаду. Це тривало до 1999 року і було пов'язано переважно з мінімальним обсягом державних суднобудівних замовлень. З 1992 по 2003 рік 11 суднобудівних заводів України виготовили 237 навігаційних установок загальною вартістю 1,5 млрд доларів США. Виробничі потужності працюють не на повну потужність, клієнти не завжди вчасно оплачують послуги. Суднобудівна галузь зростала між 2000 і 2006 роками відповідно до ширшого економічного зростання в Україні в той час.
Державна підтримка та відкриття вільних економічних зон, насамперед на підприємствах у Миколаєві, були останнім часом ключовим моментом у суднобудівній галузі України. У Миколаївській особливій економічній зоні такі підприємства, як Damen Shipyards Okean, Чорноморський суднобудівний завод, Миколаївський суднобудівний завод, а також лакофарбове та ізоляційне підприємство «Веселка» реалізують інвестиційні проєкти, спрямовані, перш за все, на підвищення ефективності та якості експортоорієнтованих суден шляхом модернізації виробництва. Нові інженерні розробки та високий потенціал українських конструкторів дають можливість будувати високоякісні судна за конкурентними цінами.

### Сільське господарство

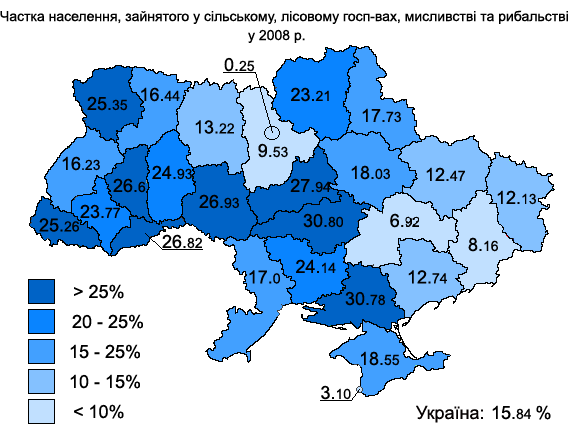
Частка населення, зайнятого у сільському господарстві за даними 2008 року

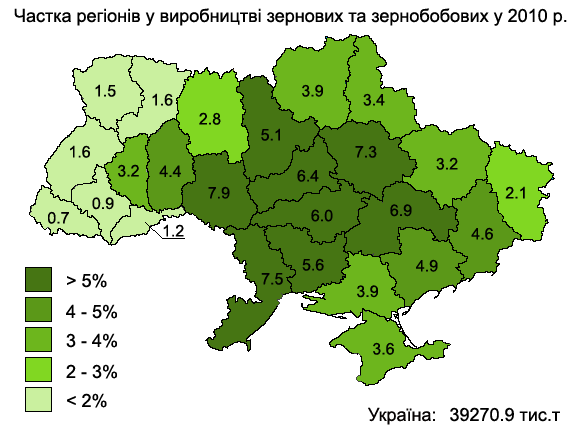
Частка регіонів у виробництві зернових у 2010 році

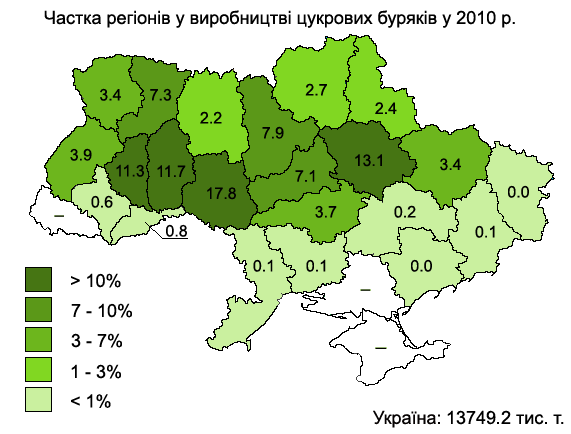
Частка регіонів у виробництві цукрових буряків у 2010 році

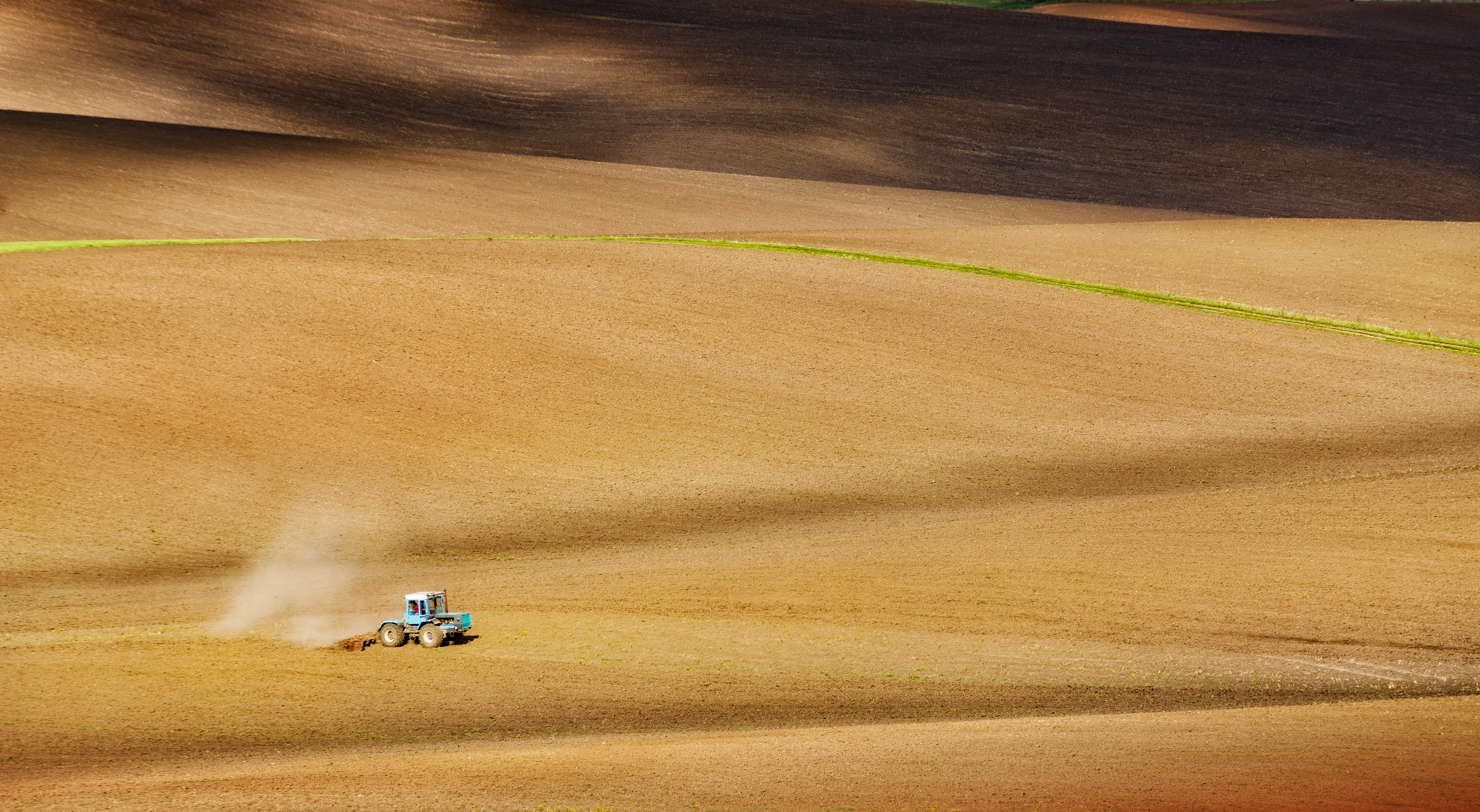
Сільськогосподарські угіддя «Касова Гора», Галицький район, с. Бовшів

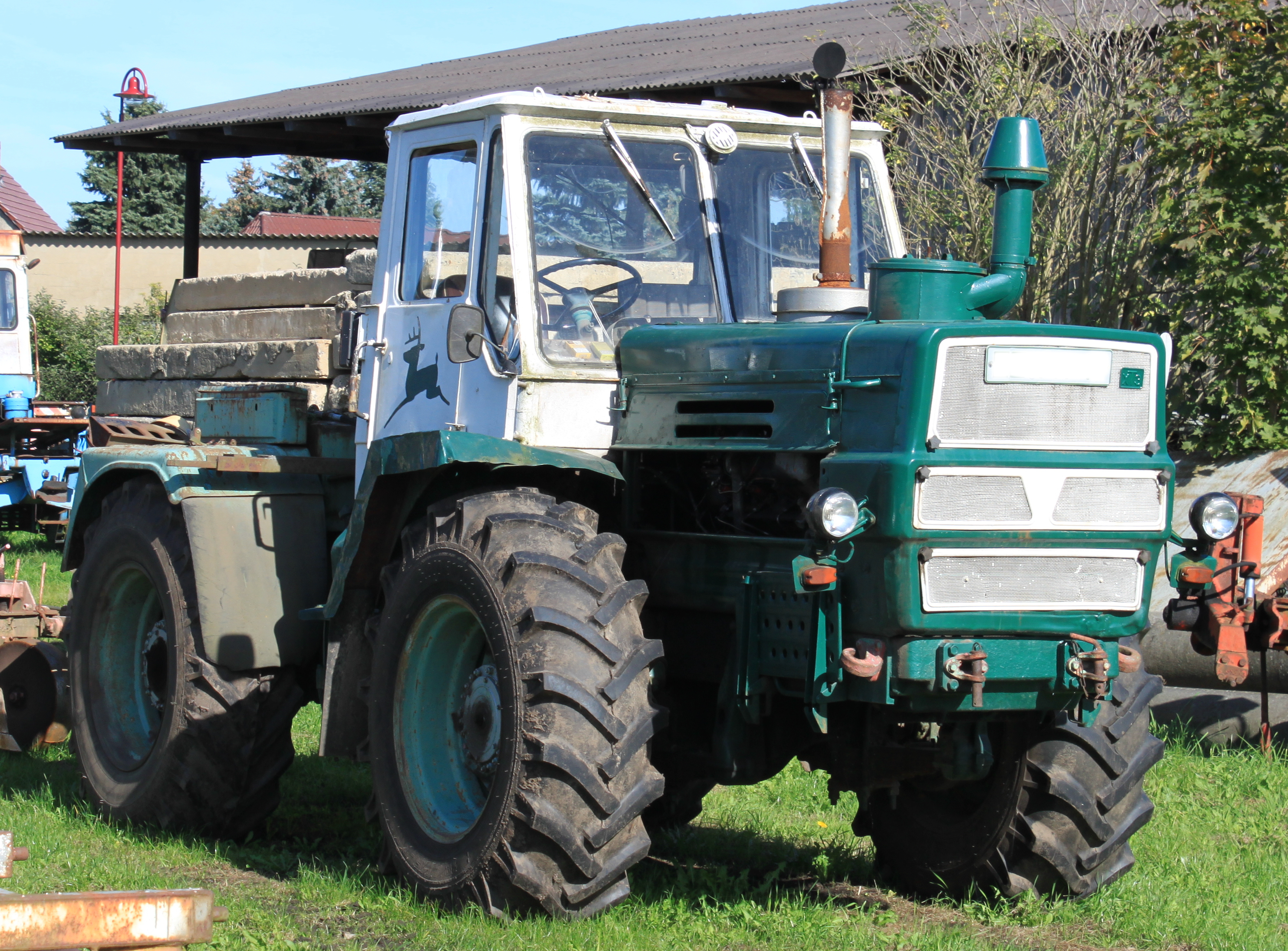
Український трактор Т-150К виробництва Харківського тракторного заводу

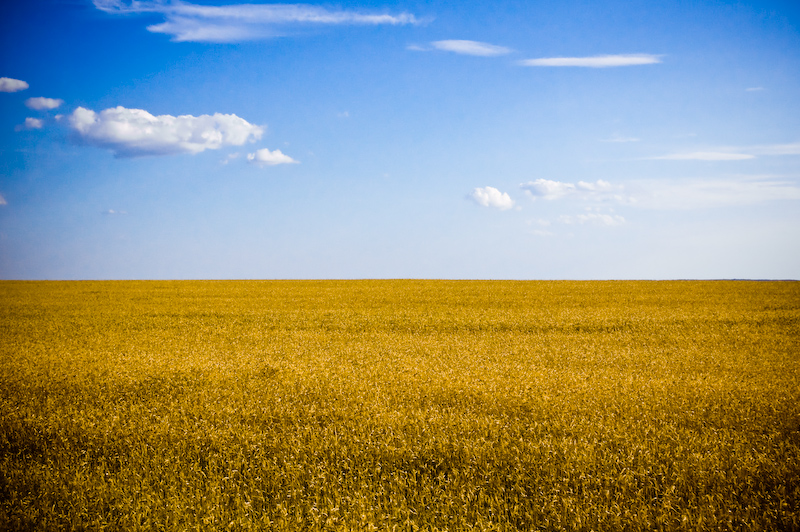
Прапор України нагадує сільськогосподарські угіддя країни

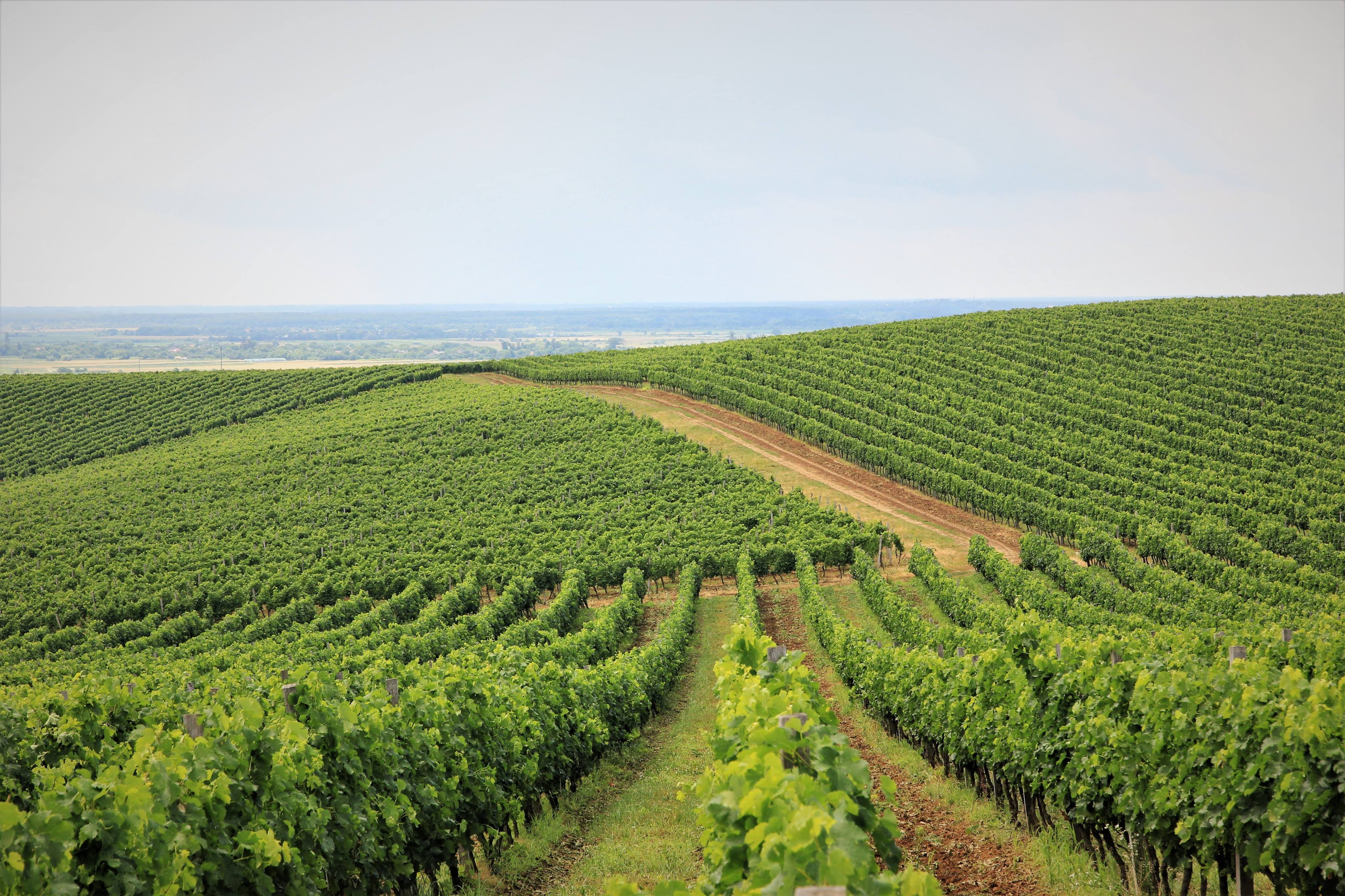
Виноградники в Закарпатській області

Незважаючи на те, що країна була промисловою базою Радянського Союзу, сільське господарство є значною частиною економіки України. Україна є одним із найбільших у світі виробників та експортерів сільськогосподарської продукції та відома як житниця Європи.
Землеробство і скотарство — традиційний вид занять населення країни з часів Трипілля (4—2 тис. р. до н. е.). Сприятливі кліматичні умови та родючі ґрунти України забезпечують відносно високу врожайність. У 1985 році УРСР дала 46 % пшениці, 56 % кукурудзи, 60 % цукрових буряків, 50 % соняшника усього СРСР. Виробництво яловичини становило 24 % від загальносоюзного. У подальші роки сільськогосподарське виробництво України стало знижуватися: в 1991 (1997) Україна виробила 38,7 (35,4) млн т зерна, 36,3 (17,5) млн т цукрового буряка, 4,1 (1,9) млн т м'яса і 22,7 (13,7) млн т молока. Скорочення виробництва було пов'язане з дезорганізацією господарства, скороченням ринку збуту сільськогосподарської продукції і зростанням конкуренції з боку зарубіжних товаровиробників.
Після занепаду в сільському господарстві 1990-х років з 2005 року намітилась позитивна динаміка в деяких галузях сільського господарства. Зокрема, в птахівництві та рослинництві Україна поступово повертає лідерські позиції у світі.
У 2008 році сільське господарство становило 8,29 % ВВП України, а до 2012 року зросло до 10,43 % ВВП. У 2012 році сільське господарство створило 13,98 млрд доларів доданої вартості для економіки України. Незважаючи на те, що Україна входить до 10 найкращих світових виробників кількох культур, таких як пшениця та кукурудза, Україна все ще посідає лише 24 місце зі 112 країн за загальним сільськогосподарським виробництвом.
Україна є найбільшим у світі виробником соняшникової олії, великий світовий виробник зерна та цукру, майбутній глобальний гравець на ринках м’яса та молока. Вона один з найбільших виробників горіхів. Україна виробляє більше натурального меду, ніж будь-яка інша європейська країна, і є одним із найбільших у світі виробників меду. За оцінками, 1,5 % населення займається виробництвом меду, тому Україна має найвищий у світі показник виробництва меду на душу населення. Оскільки Україна володіє 30 % найбагатших у світі чорних ґрунтів, її сільськогосподарська галузь має величезний потенціал. Сільськогосподарські землі залишалися єдиним великим активом в Україні, який не був приватизований.
Аграрна галузь в Україні вже є високорентабельною, з 40–60 % прибутку, але, на думку аналітиків, його обсяги все ще можуть зрости до чотирьох разів. Україна є 6-м у світі за величиною, 5-м, якщо не включати ЄС як окрему державу, виробником кукурудзи у світі та 3-м найбільшим експортером кукурудзи у світі. У 2012 році Україна підписала контракт з Китаєм, найбільшим у світі імпортером кукурудзи, про постачання до Китаю 3 млн тонн кукурудзи щорічно за ринковою ціною. Угода передбачала надання кредитної лінії Китаю Україні на 3 млрд доларів.
У 2014 році загальний урожай зерна в Україні оцінювався в рекордні 64 млн метричних тонн. У 2014 році Україна втратила фактичний контроль над частинами кількох регіонів після того, як ці регіони проголосили незалежність від України, що призвело до війни на Донбасі та Анексії Криму Росією, Отже, фактичний доступний урожай був ближчим до 60,5 млн метричних тонн. Через занепад металургійної промисловості, яка раніше була основною експортною категорією України, в результаті війни на Донбасі сільськогосподарська продукція становила найбільшу експортну категорію України.
У березні 2020 року Верховна Рада скасувала заборону на продаж землі сільськогосподарського призначення. Ринок землі вперше за часи незалежності повністю відкрився 1 липня 2021 року.

Продукція сільського господарства України з 1961 р., 2015 р. $US

Україна також виробляє вино, в основному у Південних та Західних регіонах.
У 2018:
- Це був 5-й найбільший світовий виробник кукурудзи (35,8 мільйона метричних тонн (35 200 000 англійських тонн; 39 500 000 американських тонн)), після США, Китаю, Бразилії та Аргентини;
- Це був 8-й найбільший світовий виробник пшениці (24,6 мільйона метричних тонн (24 200 000 англійських тонн; 27 100 000 американських тонн));
- Це був 3-й найбільший світовий виробник картоплі (22,5 мільйона метричних тонн (22 100 000 англійських тонн; 24 800 000 американських тонн)), поступається лише Китаю та Індії;
- Це був найбільший світовий виробник соняшникового насіння (14,1 мільйона метричних тонн (13 900 000 англійських тонн; 15 500 000 американських тонн));
- Це був 7-й найбільший світовий виробник цукрового буряка (13,9 мільйона метричних тонн (13 700 000 англійських тонн; 15 300 000 американських тонн)), який використовується для виробництва цукру і етанолу;
- Це був 7-й найбільший світовий виробник ячменю (7,3 мільйона метричних тонн (7 200 000 англійських тонн; 8 000 000 американських тонн));
- Це був 7-й найбільший світовий виробник ріпаку (2,7 мільйона метричних тонн (2 700 000 англійських тонн; 3 000 000 американських тонн));
- Це був 13-й найбільший світовий виробник помідорів (2,3 мільйона метричних тонн (2 300 000 англійських тонн; 2 500 000 американських тонн));
- Це був 5-й найбільший світовий виробник капусти (1,6 мільйона метричних тонн (1 600 000 англійських тонн; 1 800 000 американських тонн)), після Китаю, Індії, Південної Кореї та Росії;
- Це був 11-й найбільший світовий виробник яблук (1,4 мільйона метричних тонн (1 400 000 англійських тонн; 1 500 000 американських тонн));
- Це був 3-й найбільший світовий виробник гарбузів (1,3 мільйона метричних тонн (1 300 000 англійських тонн; 1 400 000 американських тонн)), поступається лише Китаю та Індії;
- Це був 6-й найбільший світовий виробник огірків (985 тичяч метричних тонн (969 000 англійських тонн; 1 086 000 американських тонн));
- Це був 5-й найбільший світовий виробник моркви (841 тисяча метричних тонн (828 000 англійських тонн; 927 000 американських тонн)), після Китаю, Узбекистану, США та Росії;
- Це був 4-й найбільший світовий виробник гороху (775 тичяч метричних тонн (763 000 англійських тонн; 854 000 американських тонн)), поступається лише Канаді, Росії та Китаю;
- Це був 7-й найбільший світовий виробник жита (393 тисячі метричних тонн (387 000 англійських тонн; 433 000 американських тонн));
- Це був 3-й найбільший світовий виробник гречки (137 тичяч метричних тонн (135 000 англійських тонн; 151 000 американських тонн)), поступається лише Китаю та Росії;
- Це був 6-й найбільший світовий виробник волоського горіху (127 тичяч метричних тонн (125 000 англійських тонн; 140 000 американських тонн));
- Вироблено 4,4 мільйона метричних тонн (4 300 000 англійських тонн; 4 900 000 американських тонн) сої;
- Вона виготовила 883 тисячі метричних тонн (869 000 англійських тонн; 973 000 американських тонн) цибулі;
- Вироблено 467 тичяч метричних тонн (460 000 англійських тонн; 515 000 американських тонн) винограду;
- Вона виготовила 418 тичяч метричних тонн (411 000 англійських тонн; 461 000 американських тонн) вівса;
- Вироблено 396 тичяч метричних тонн (390 000 англійських тонн; 437 000 американських тонн) кавунів;
- Вироблено 300 тичяч метричних тонн (300 000 англійських тонн; 330 000 американських тонн) вишень;

На додаток до менших виробництв іншої сільськогосподарської продукції.
Професійна наукова селекція ячменю почалася в 1910 році і зараз постачає в країну вдосконалені сорти.:34
Розвиток сільського господарства дає поштовх і для розвитку переробної промисловості, зокрема харчової. Так, Україна займає перші місця з виробництва і експорту соняшникової олії, томатної пасти та яєчних продуктів.
У 1976 улов риби в Україні становив 1,1 млн т (12 % від загальносоюзного), в 1991 — 816 тис. т. 
У 1890-х роках 18 % території України було покрито лісами. Знищення лісів протягом двох світових воєн, хижацька експлуатація їх за Російської імперії і за Габсбургів, але особливо за радянського режиму, призвели до скорочення площі лісів до 13 % на початку 1990-х років. У 1991 (1997) було вироблено 8 (5) млн м3 лісоматеріалів, 353 (88) тис. т паперу, 463 тис. т картону.
|      | Усі категорії господарств | Усі категорії господарств | Усі категорії господарств | Сільськогосподарські підприємства | Сільськогосподарські підприємства | Господарства населення | Господарства населення |
| ---- | ------------------------- | ------------------------- | ------------------------- | --------------------------------- | --------------------------------- | ---------------------- | ---------------------- |
|      | Всього                    | продукція рослинництва    | продукція тваринництва    | продукція рослинництва            | продукція тваринництва            | продукція рослинництва | продукція тваринництва |
| 2005 | 92 585 600                | 53 975 600                | 38 610 000                | 21 731 500                        | 12 070 900                        | 32 244 100             | 26 539 100             |
| 2006 | 94 894 600                | 54 908 900                | 39 985 700                | 23 200 100                        | 13 808 100                        | 31 708 800             | 26 177 600             |
| 2007 | 88 768 500                | 49 718 000                | 39 050 500                | 20 657 600                        | 14 782 200                        | 29 060 400             | 24 268 300             |
| 2008 | 103 977 900               | 64 899 100                | 39 078 800                | 32 136 100                        | 15 729 300                        | 32 763 000             | 23 349 500             |

Сільськогосподарське виробництво України формує 16—22 % національного доходу країни. У структурі сільського господарства виділяють дві основні галузі: рослинництво і тваринництво. Залежно від соціально-економічних умов і рівня розвитку сільського господарства співвідношення між цими галузями в обсягах їхньої продукції змінюються. Останніми роками в структурі продукції сільського господарства переважає продукція рослинництва.
Серед областей рослинництва найважливішим є зернове господарство. Зернове господарство формує продовольчий фонд і поставляє фуражне зерно тваринництву, створює резервні державні запаси зерна і дає продукцію на експорт. У структурі виробництва зерна більше половини припадає на озиму пшеницю. Близько 50 % пшениці вирощується в степовій зоні, 40 % — у лісостеповій зоні, 10 % — на Поліссі.
Посівна площа становить 4,1—5,2 млн га. Врожайність коливається від 1,5 до 2,2 т/га. Валовий збір — 6,0—11,4 млн т. 
Ячмінь займає друге місце за валовим збором. На внутрішнє споживання витрачається 4,9—6,5 млн т ячменю. Експортується 1,0—5,1 млн т. Імпорт становить до 0,1 млн т. Перехідні запаси — 0,7—1,2 млн т.
На третьому місці за валовим збором — кукурудза, на четвертому — жито. За обсягами валового збору їм значно поступаються овес, просо, гречка, рис, зернобобові.
У лісостепу склався найважливіший в Україні район вирощування цукрового буряка, який дає країні понад 40 % цукру. Вирощуванню цукрового буряка сприяють помірна кількість опадів і чорноземні ґрунти.
У північній і західній частинах України вирощують льон.

#### Звітність за 2020-2021 роки
За перші 10 місяців 2021 року в Україні було вироблено близько 2,7 млн тонн м'яса, 7,5 млн тонн молока, понад 12 млрд штук яєць і 1,4 тис тонн вовни.
За січень-жовтень 2021 року в Україні скоротилося виробництво продукції тваринництва за всіма видами у порівнянні з аналогічним періодом 2020 року.
Зокрема, виробництво яєць за звітний період скоротилося майже на 14 % і становить 12,133 млрд штук. При цьому агропідприємства зменшили виробництво яєць на 23,5 %, а господарства населення – на 2,8 %. Обсяг валового надою молока за 10 місяців 2021 року становить 7,5 млн тонн, що на 6 % менше, ніж за аналогічний період минулого року. Виробництво м'яса в Україні за звітний період скоротилося на 1,7 %, до 2,661 млн тонн. Обсяг виробництва вовни зменшився майже на 6 % і становить 1,370 тис тонн. Виробництво молока в Україні за підсумками 2020 року скоротилося на 4,2 % (до 9,25 млн тонн), яєць – на 2,9 % (до 16,194 млрд штук), м'яса – на 1,1 % (до 3,45 млн тонн).
За даними державної служби статистики України, виробництво сільськогосподарської продукції в Україні в січні-жовтні 2021 року збільшилося на 13 % порівняно з аналогічним періодом 2020 року.
Зокрема, сільськогосподарські підприємства за десять місяців збільшили виробництво на 17,2 %, а господарства населення — на 6,3 %.
Виробництво продукції рослинництва зросло на 18 %, а продукції тваринного походження зменшилося на 4,7 %.
Найбільше зростання загального сільгоспвиробництва відбулося в Одеській (на 88,4 %), Миколаївській (41 %) і Кіровоградській (34,1 %) областях. Показники значно зменшилися в Сумській області — на 19,7 %.

## Інформаційні технології
Україна має давню репутацію значного технологічного регіону, з добре розвиненою науково-освітньою базою. У березні 2013 року Україна посіла четверте місце у світі за кількістю сертифікованих ІТ-фахівців після США, Індії та Росії. Крім того, експерти відзнають як кількісний, так і якісний потенціал українських фахівців. У 2011 році кількість ІТ-спеціалістів, які працюють у галузі, сягала 25 000 осіб за 20 % зростання. Обсяг українського ІТ-ринку 2013 року оцінювався в 3,6 млрд доларів США.
У 2017 році Україна стала однією з найпривабливіших країн для аутсорсингу за версією Global Sourcing Association. До 2017 року у Львові функціонувало 13 науково-дослідних центрів глобальних компаній, включно з Ericsson Україна.
Станом на 2019 рік кількість ІТ-спеціалістів, задіяних в ІТ-галузі України, сягнула 172 000 осіб. Частка ІТ-галузі в ВВП України становить 4 %. За даними щорічного дослідження ринку праці, проведеного в кінці року, протягом останніх 2 років ІТ-сектор в Україні виріс на 60 %. Відповідно, відкриття робочих місць у секторі зросло майже на 50 %: з 37 742 доступних посад у 2017 році до 55 418 у 2018 році.
Згідно з доповіддю про ІТ-сектор за 2019 рік, Україна є найбільшим експортером ІТ-послуг у Європі та входить до числа 25 найпривабливіших країн для розробки програмного забезпечення в усьому світі. Причинами такого швидкого розвитку інформаційних технологій в Україні можна назвати хорошу освітню систему техніко-математичних дисциплін, добре знання англійської мови, дешевий і доступний Інтернет, а також дешеві та якісні послуги.
Згідно з рейтингом IAOP (International Association of Outsourcing Professionals), до сотні кращих it-outsourcing компаній 2020 року потрапили 13 українських компаній: AMC Bridge, Ciklum, Computools, ELEKS, Infopulse, Innovecs, Magnise, Miratech, N-iX, Program Ace, Sigma Software, Softengi, Softjourn.

## Інфраструктура

### Транспорт
Загальна довжина шосейних доріг становить 169 491 км, залізниць — 22 473 км. Довжина річкових судноплавних шляхів — 1672 км. Річки Дніпро і Дунай — важливі шляхи перевезення міжнародних вантажів. В Україні існує розвинена мережа нафто- і газопроводів (20 070 і 4540 км відповідно, а також 4170 км трубопроводів для очищених продуктів). Основні порти на Чорному і Азовському морях — Одеса, Чорноморськ, Миколаїв і Маріуполь. Усього в 2008 р. вантажообіг усіх портів склав 132,18 млн т.
Діють міжнародні аеропорти у Києві (Бориспіль — найбільший аеропорт України), Харкові, Дніпропетровську, Донецьку, Львові та Одесі.

#### Транзит природного газу через газотранспортну систему України
За даними Оператор ГТС України, транзит природного газу через газотранспортну систему України у 2021 році становив 41,6 млрд кубічних метрів, що на 25,4 % менше, ніж 2020 року (55,8 млрд).

#### Мореплавна

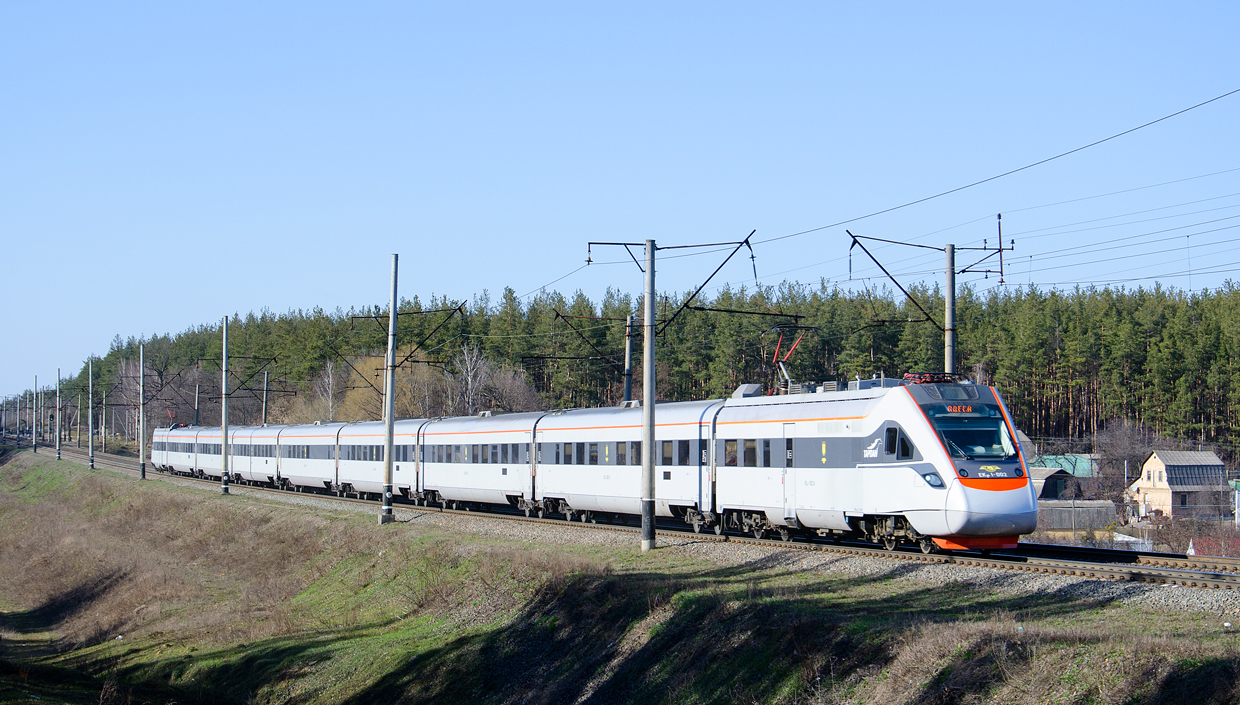
Моторний вагон ЕКр-1 виробництва Крюківського вагонобудівного заводу. В Україні активно використовується залізничний транспорт

Близько 100 000 українців регулярно працюють на іноземних торгових суднах, одна з найбільшої групи українських трудових мігрантів і шоста за кількістю моряків з будь-якої країни. Їх приваблює висока зарплата понад 1000 доларів на місяць.
У кожному великому українському приморському місті є морський університет.

### Зв'язок
Україна посідає восьме місце серед країн світу за швидкістю Інтернету із середньою швидкістю завантаження 1190 Кбіт/с. П'ять національних провайдерів фіксованого (DSL, ADSL, XDSL) доступу до Інтернету — Укртелеком, Vega Telecom, Datagroup, Ukrnet, Volia, та 5 національних операторів мобільного Інтернету – Vodafone, Київстар, PEOPLEnet, Utel, та Інтертелеком зараз працюють в Україні. У кожному обласному та великому районному центрах є кілька місцевих провайдерів і домашні мережі.
У 2011 році доходи від надання послуг Інтернет в Україні досягли ₴ 4,75 млрд
Понад 16 мільйонів українців мали доступ до Інтернету в 2012 році, а в 2015 році їх кількість зросла до 22 мільйонів. У Києві 90 % населення мали доступ до Інтернету.
Розширення системи мобільного стільникового зв’язку сповільнилося, головним чином через насичення ринку, який досяг 144 абонентів мобільного зв’язку на 100 осіб.

### Туризм

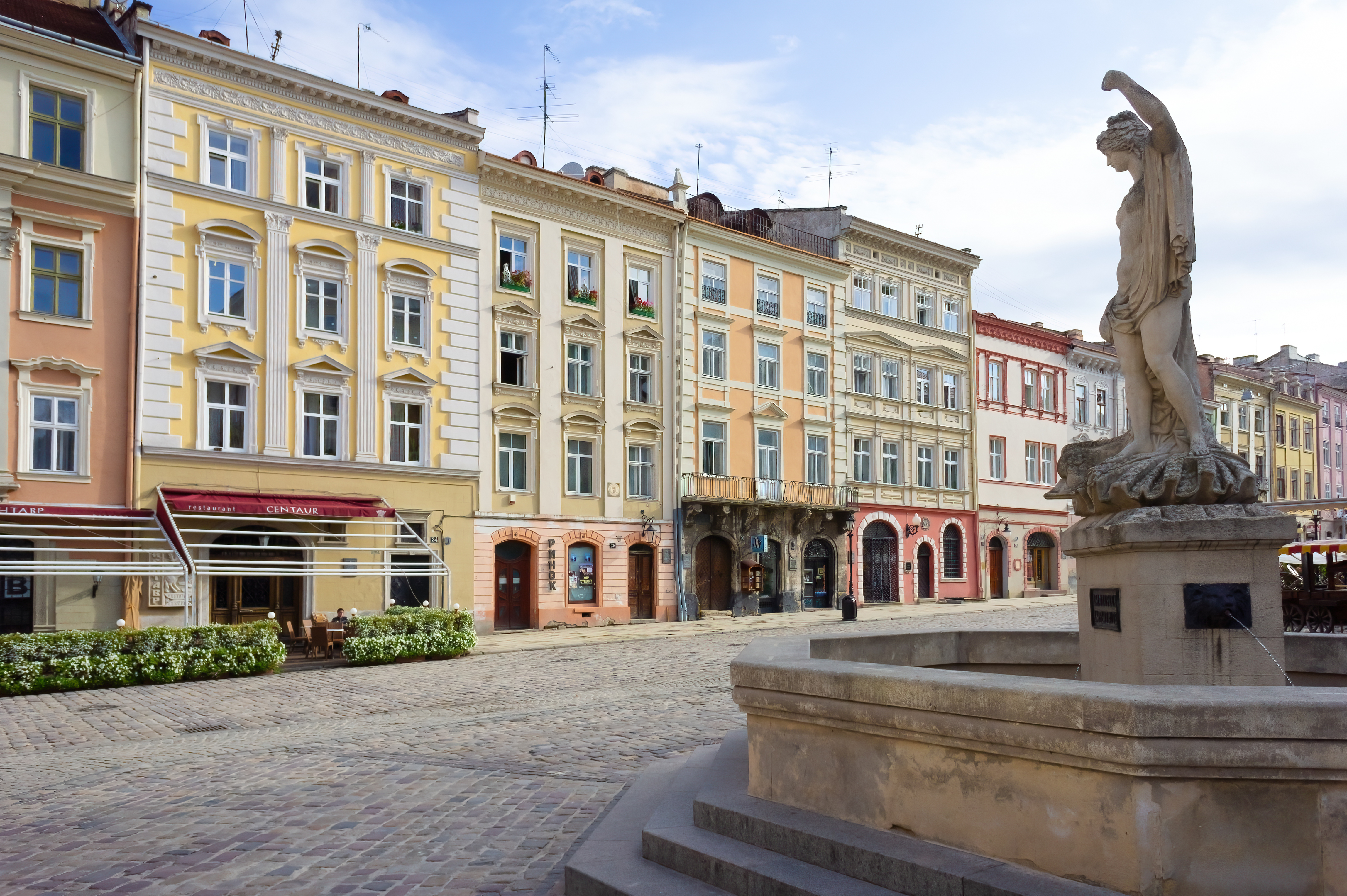
Львів, Площа Ринок

У 2012 році Україна була 8-м за популярністю туристичним напрямком у Європі з 23 мільйонами відвідувачів. Загалом туристична галузь країни вважається слаборозвиненою, але вона надає вирішальну підтримку економіці України. У 2012 році внесок туризму у ВВП склав 28,8 млрд ₴, або 2,2 % ВВП, і безпосередньо підтримував 351 500 робочих місць (1,7 % від загальної зайнятості).

#### Споживчий туризм
Відомо, що сусіди України (поляки, словаки, угорці, білоруси та навіть росіяни) приїжджають до України за продуктами та подарунками, як-от їжа чи бензин, які в Україні дешевші, ніж у їхніх країнах.

#### Рекреаційний туризм та екскурсійна діяльність
Україна має вражаючі краєвиди, руїни старовинних замків, історичні парки, виноградники, де виробляють вітчизняні вина, унікальні споруди, такі як Собо Святої Софії або Херсонес. Офіційно є сім Об’єктів Всесвітньої спадщини в Україні. Карпатські гори зручні для катання на лижах, походів, риболовлі та полювання. Буковель — найбільший гірськолижний курорт України, розташований в Івано-Франківській області. Зимовий сезон 2010–2011 рр. зафіксував 1 200 000 днів відвідувань іноземцями, що становило 8–10 % усіх відвідувачів. У 2012 році Буковель був визнаний найшвидше зростаючим гірськолижним курортом у світі.
Узбережжя Чорного моря є популярним місцем літнього відпочинку, особливо для відпочиваючих Одеси.

## Будівництво

Введення в експлуатацію житла за 2010 рік

У 2012 році було введено в експлуатацію 10 750 тис. м² житлової площі, на 14,2 % більше ніж у 2011 р. За рахунок коштів Державного Бюджету у 2012 р. прийнято в експлуатацію лише 68,4 тис. м² житла, або 0,6 % від загального обсягу.

У міських поселеннях — 7 539 тис. м² (70,1 %)

У сільських поселеннях — 3 211 тис. м² (29,9 %)
|                        | Введення житла у 2012 р. | Введення житла у 2012 р. |
| Регіон                 | Всього, тис. м²          | м² на 1000 осіб          |
| ---------------------- | ------------------------ | ------------------------ |
| Київ                   | 1503                     | 531,2                    |
| Київська обл.          | 1167                     | 678,2                    |
| Одеська обл.           | 770                      | 321,9                    |
| Крим                   | 733                      | 373,2                    |
| Львівська обл.         | 732                      | 288,1                    |
| Івано-Франківська обл. | 533                      | 386,0                    |
| Тернопільська обл.     | 409                      | 379,1                    |
| Чернівецька обл.       | 407                      | 449,1                    |
| Харківська обл.        | 380                      | 138,5                    |
| Закарпатська обл.      | 366                      | 292,2                    |
| Хмельницька обл.       | 359                      | 272,6                    |
| Донецька обл.          | 346                      | 78,8                     |
| Вінницька обл.         | 322                      | 197,5                    |
| Волинська обл.         | 304                      | 292,5                    |
| Дніпропетровська обл.  | 267                      | 80,6                     |
| Севастополь обл.       | 247                      | 646,1                    |
| Рівненська обл.        | 239                      | 206,8                    |
| Сумська обл.           | 196                      | 170,8                    |
| Запорізька обл.        | 194                      | 108,5                    |
| Чернігівська обл.      | 191                      | 176,3                    |
| Полтавська обл.        | 177                      | 120,2                    |
| Луганська обл.         | 177                      | 78,2                     |
| Херсонська обл.        | 176                      | 162,8                    |
| Житомирська обл.       | 174                      | 136,9                    |
| Черкаська обл.         | 131                      | 102,9                    |
| Кіровоградська обл.    | 130                      | 130,2                    |
| Миколаївська обл.      | 120                      | 102,1                    |
| Україна                | 10 750                   | 235,8                    |

## Торгівля

### Внутрішня торгівля

#### Гуртова торгівля
| млн ₴ | млн ₴              | млн ₴                |
|       | Продовольчі товари | Непродовольчі товари |
| ----- | ------------------ | -------------------- |
| 2000  | 20 808,3           | 146 450,3            |
| 2001  | 34 516,6           | 238 951,9            |
| 2002  | 39 225,2           | 250 889,2            |
| 2003  | 53 949,3           | 340 141,5            |
| 2004  | 65 338,3           | 481 757,1            |
| 2005  | 79 123,2           | 413 964,6            |
| 2006  | 103 289,0          | 563 939,6            |
| 2007  | 131 483,2          | 732 398,7            |
| 2008  | 155 100,4          | 895 292,4            |

#### Роздрібна торгівля
|      | Всього, тис. ₴ | міські поселення, тис. ₴ | сільські поселення, тис. ₴ | індекс фізичного обсягу до попереднього року, % |
| ---- | -------------- | ------------------------ | -------------------------- | ----------------------------------------------- |
| 2000 | 28 757 387,8   | 25 396 639,4             | 3 360 748,4                | 108,1                                           |
| 2001 | 34 416 977,0   | 30 249 594,2             | 4 167 382,8                | 113,7                                           |
| 2002 | 39 690 821,1   | 35 221 899,5             | 4 468 921,6                | 115,0                                           |
| 2003 | 49 993 517,9   | 44 681 618,1             | 5 311 899,8                | 120,5                                           |
| 2004 | 67 556 063,0   | 61 160 474,7             | 6 395 588,3                | 121,9                                           |
| 2005 | 94 332 451,2   | 86 803 835,4             | 7 528 615,8                | 123,4                                           |
| 2006 | 129 951 672,3  | 119 328 871,3            | 10 622 801,0               | 126,4                                           |
| 2007 | 178 232 636,1  | 164 533 174,8            | 13 699 461,3               | 129,5                                           |
| 2008 | 246 903 195,6  | 228 793 758,4            | 18 109 437,2               | 117,3                                           |

### Зовнішня торгівля
Донедавна Росія була найбільшим торговим партнером України з 25,7 % експорту та 32,4 % імпорту в 2012 році. У 2012 році 24,9 % експорту та 30,9 % імпорту були до ЄС та з ЄС. У 2013 році 35,9 % українського експорту припадало на держави СНД, включаючи вісім країн, крім України. При цьому експорт до країн ЄС становив 26,6 % усього експорту.
У 2015 році ЄС став найбільшим торговим партнером України, на нього припадає понад третина її товарообігу. У 2015 році український експорт до Росії впав до 12,7 %. In 2017, 14.5 % of Ukraine's imports came from Russia. У 2017 році український експорт до Росії становив 9 %. У 2017 році 40 % українського експорту припадало на ЄС і 15 % на країни СНД. Загалом Україна збільшила експорт на 20 % у 2017 році. Зростання імпорту випереджало темпи зростання експорту.
У 2015 році більшу частину українського експорту становили продовольство та інша сільськогосподарська продукція (на 13 млрд доларів), металургія (8,8 млрд) і машинобудування (4,1 млрд) з торговельними партнерами в 217 країнах. Експорт з України в 2015 році скоротився на 29,3 % до $38,135 млрд. Імпорт скоротився на 31,1 % до 37,502 млрд доларів. У 2017 році майже половину українського експорту забезпечили аграрний комплекс і харчова промисловість, трохи більше 20 % – металургія і майже 10 % – продукція машинобудування.
У 2019 році Китай замінив Росію як найбільшого торговельного партнера з Україною, досягнувши $50,06 млрд експорту та $60,78 млрд імпорту. Україна була провідним постачальником сільськогосподарської продукції на китайському ринку.
Природний газ є найбільшим імпортом України та основною причиною структурного торгового дефіциту країни.
Експорт українських товарів у 2021 році досяг рекордних 68,24 млрд доларів США.
Географічна структура експорту товарів:
|                     | 2002   |          | 2003   |          | 2004   |         | 2005   |          | 2006   |          | 2007   |          | 2008   |          | 2009   |          | 2010   |          | 2011   |         | 2012   |         | 2013   |
| ------------------- | ------ | -------- | ------ | -------- | ------ | ------- | ------ | -------- | ------ | -------- | ------ | -------- | ------ | -------- | ------ | -------- | ------ | -------- | ------ | ------- | ------ | ------- | ------ |
| СНД                 | 24,4 % | ▲        | 26,2 % | ▼        | 26,2 % | ▲       | 31,3 % | ▲        | 33,0 % | ▲        | 37,8 % | ▼        | 35,6 % | ▼        | 34,0 % | ▲        | 36,5 % | ▲        | 38,3 % | ▼       | 36,8 % | ▼       | 34,8 % |
| Європа              | 36,3 % | ▲        | 39,7 % | ▼        | 36,0 % | ▼       | 31,8 % | ▲        | 32,9 % | ▼        | 30,0 % | ▼        | 29,5 % | ▼        | 25,9 % | ▲        | 26,9 % | ▲        | 27,0 % | ▼       | 25,4 % | ▲       | 27,0 % |
| Азія                | 28,2 % | ▼        | 23,4 % | ▲        | 24,6 % | ▲       | 24,5 % | ▼        | 21,2 % | ▼        | 21,0 % | ▲        | 22,8 % | ▲        | 30,6 % | ▼        | 26,7 % | ▼        | 26,0 % | ▼       | 25,7 % | ▲       | 26,6 % |
| Африка              | 5,9 %  | ▼        | 5,4 %  | ▼        | 5,4 %  | ▲       | 7,0 %  | ▼        | 6,2 %  | ▼        | 5,7 %  | ▲        | 5,8 %  | ▲        | 6,6 %  | ▼        | 5,9 %  | ▼        | 4,9 %  | ▲       | 8,2 %  | ▼       | 8,1 %  |
| Америка             | 5,2 %  | ▲        | 5,3 %  | ▲        | 7,8 %  | ▼       | 5,3 %  | ▲        | 6,6 %  | ▼        | 5,5 %  | ▲        | 6,2 %  | ▼        | 2,8 %  | ▲        | 3,9 %  | ▼        | 3,7 %  | ▲       | 3,8 %  | ▼       | 3,4 %  |
| Австралія і Океанія | 0,02 % | ▼        | 0,02 % | ▲        | 0,04 % | ▲       | 0,04 % | ▲        | 0,05 % | ▼        | 0,03 % | ▲        | 0,10 % | ▼        | 0,05 % | ▲        | 0,06 % | ▼        | 0,04 % | ▲       | 0,06 % | ▼       | 0,07 % |
| Експорт, млн дол.   | 17 957 | + 28,5 % | 23 080 | + 41,6 % | 32 672 | + 4,9 % | 34 286 | + 11,9 % | 38 365 | + 28,4 % | 49 248 | + 35,8 % | 66 884 | ‒ 40,7 % | 39 650 | + 29,5 % | 51 358 | + 33,0 % | 68 284 | + 0,6 % | 68 700 | ‒ 8,0 % | 63 312 |

Географічна структура імпорту товарів:
|                     | 2002   |          | 2003   |          | 2004   |          | 2005   |          | 2006   |          | 2007   |          | 2008   |          | 2009   |          | 2010   |          | 2011   |         | 2012   |         | 2013   |
| ------------------- | ------ | -------- | ------ | -------- | ------ | -------- | ------ | -------- | ------ | -------- | ------ | -------- | ------ | -------- | ------ | -------- | ------ | -------- | ------ | ------- | ------ | ------- | ------ |
| СНД                 | 52,8 % | ▼        | 50,0 % | ▲        | 51,3 % | ▼        | 47,1 % | ▼        | 44,8 % | ▼        | 42,2 % | ▼        | 39,2 % | ▲        | 43,3 % | ▲        | 44,0 % | ▲        | 45,0 % | ▼       | 40,7 % | ▼       | 36,3 % |
| Європа              | 33,9 % | ▲        | 35,5 % | ▼        | 34,5 % | ▲        | 35,1 % | ▲        | 37,3 % | ▲        | 38,0 % | ▼        | 35,6 % | ▲        | 35,7 % | ▼        | 32,9 % | ▼        | 32,8 % | ▼       | 32,6 % | ▲       | 37,1 % |
| Азія                | 6,9 %  | ▲        | 8,6 %  | ▲        | 8,9 %  | ▲        | 12,9 % | ▲        | 13,5 % | ▲        | 14,7 % | ▲        | 17,9 % | ▼        | 14,4 % | ▲        | 16,5 % | ▼        | 16,1 % | ▲       | 20,2 % | ▼       | 19,8 % |
| Африка              | 1,0 %  | ▲        | 1,1 %  | ▼        | 1,0 %  | ▲        | 1,2 %  | ▼        | 0,9 %  | ▲        | 1,1 %  | ▲        | 1,8 %  | ▼        | 1,4 %  | ▲        | 1,4 %  | ▼        | 1,1 %  | ▼       | 1,0 %  | ▬       | 1,0 %  |
| Америка             | 5,0 %  | ▼        | 4,7 %  | ▼        | 4,1 %  | ▼        | 3,5 %  | ▼        | 3,3 %  | ▲        | 3,7 %  | ▲        | 4,9 %  | ▼        | 4,8 %  | ▼        | 4,7 %  | ▼        | 4,7 %  | ▲       | 5,3 %  | ▲       | 5,6 %  |
| Австралія і Океанія | 0,30 % | ▼        | 0,23 % | ▼        | 0,20 % | ▲        | 0,29 % | ▼        | 0,22 % | ▼        | 0,21 % | ▲        | 0,50 % | ▼        | 0,33 % | ▲        | 0,43 % | ▼        | 0,23 % | ▼       | 0,23 % | ▼       | 0,12 % |
| Імпорт, млн дол.    | 16 976 | + 35,6 % | 23 020 | + 26,0 % | 28 996 | + 24,6 % | 36 141 | + 24,6 % | 45 034 | + 34,7 % | 60 668 | + 41,0 % | 85 534 | ‒ 46,9 % | 45 432 | + 33,7 % | 60 738 | + 36,0 % | 82 607 | + 2,5 % | 84 641 | ‒ 9,1 % | 76 964 |

Сальдо зовнішньої торгівлі товарами, млн дол.
|                     | 2002    |   | 2003    |   | 2004    |   | 2005    |   | 2006    |   | 2007     |   | 2008     |   | 2009    |   | 2010    |   | 2011     |   | 2012     |   | 2013     |
| ------------------- | ------- | - | ------- | - | ------- | - | ------- | - | ------- | - | -------- | - | -------- | - | ------- | - | ------- | - | -------- | - | -------- | - | -------- |
| СНД                 | ‒ 4 591 | ▼ | ‒ 5 460 | ▼ | ‒ 6 315 | ▲ | ‒ 6 291 | ▼ | ‒ 7 519 | ▲ | ‒ 7 014  | ▼ | ‒ 9 760  | ▲ | ‒ 6 219 | ▼ | ‒ 7 953 | ▼ | ‒ 11 035 | ▲ | ‒ 9 150  | ▲ | — 5 868  |
| Європа              | + 765   | ▲ | + 990   | ▲ | + 1 770 | ▼ | ‒ 1 777 | ▼ | ‒ 4 171 | ▼ | ‒ 8 274  | ▼ | ‒ 10 744 | ▲ | ‒ 5 964 | ▼ | ‒ 6 163 | ▼ | ‒ 8 623  | ▼ | ‒ 10 132 | ▼ | - 11 494 |
| Азія                | + 3 896 | ▼ | + 3 430 | ▲ | + 5 444 | ▼ | + 3 759 | ▼ | + 2 064 | ▼ | + 1 423  | ▼ | ‒ 75,1   | ▲ | + 5 591 | ▼ | + 3 699 | ▲ | + 4 458  | ▼ | + 544    | ▲ | + 1 580  |
| Африка              | + 878   | ▲ | + 1 002 | ▲ | + 1 481 | ▲ | + 1 979 | ▼ | + 1 961 | ▲ | + 2 119  | ▲ | + 2 343  | ▼ | + 2 011 | ▲ | + 2 144 | ▲ | + 2 404  | ▲ | + 4 787  | ▼ | + 4 350  |
| Америка             | + 80,2  | ▲ | + 147   | ▲ | + 1 342 | ▼ | + 566   | ▲ | + 1 079 | ▼ | + 438    | ▼ | ‒ 46,6   | ▼ | ‒ 1 074 | ▲ | ‒ 874   | ▼ | ‒ 1 362  | ▼ | ‒ 1 846  | ▼ | - 2 176  |
| Австралія і Океанія | ‒ 47,4  | ▼ | ‒ 48,7  | ▲ | ‒ 45,8  | ▼ | ‒ 90,2  | ▲ | ‒ 81,6  | ▼ | ‒ 113    | ▼ | ‒ 368    | ▲ | ‒ 128   | ▼ | ‒ 233   | ▲ | ‒ 164    | ▲ | ‒ 145    | ▲ | ‒ 54     |
| Всього              | + 981   | ▼ | + 59,9  | ▲ | + 3 677 | ▼ | ‒ 1 854 | ▼ | ‒ 6 669 | ▼ | ‒ 11 420 | ▼ | ‒ 18 650 | ▲ | ‒ 5 782 | ▼ | ‒ 9 380 | ▼ | ‒ 14 323 | ▼ | ‒ 15 942 | ▲ | - 13 652 |

За прогнозом банку J.P. Morgan, дефіцит поточного рахунку за підсумками 2021 року становитиме 1,2 % ВВП, а у 2022 році заглибиться до 2,3 % ВВП. При цьому дефіцит держбюджету аналітики прогнозують у 2021 році на рівні 3,9 % у порівнянні з закладеними у законі про держбюджет на 2021 рік 5,5 %", - пише агентство з посиланням на матеріали банку.

#### Експорт

##### Досягнення рівня довоєнного експорту
Експорт України за підсумками 2021 року досяг рекордної позначки у 68,24 млрд доларів. Попередні показники такого рівня Україна мала у 2011 році (68,39 млрд доларів) та у 2012 роках (68,81 млрд доларів), однак з урахуванням тимчасово окупованих нині територій Автономної Республіки Крим, м. Севастополя й, частково, Донецької та Луганської областей".
За повний 2021 рік обіг товарів становив 141,54 млрд доларів (на 36,71 % більше, ніж 2020 року). Вартість експорту в абсолютних параметрах зросла на 19,05 млрд доларів.
За результатами 2021 року обсяги експорту українських товарів досягнуть рівня 2013 року. Як повідомляє кореспондент "Європейської правди", про це заявив заступник міністра економіки, торговий представник України Тарас Качка.
за результатом 2013 року обсяг продажів українських товарів за кордон склав $63,3 млрд. Однак вже у наступні роки через початок військової та економічної агресії РФ, цей показник впав на 13,5 % у 2014 році, на 29,3 % у 2015 році, а також на 4,6 % у 2016 році.
За результатами 2020 року обсяг українського експорту склав $49,2 млрд (77,7 % від рівня 2013 року). Втім, за результатами дев’яти місяців 2021 року зростання обсягів українського експорту (до аналогічного періоду минулого року) склало 38,2 %.

##### Експорт за результатами 2021 року
За 2021 рік у порівнянні з 2020 роком експорт товарів збільшився на 38,4 %, до 68,09 млрд доларів США.
Найбільше товарів за минулий рік Україна експортувала до Китаю (на 8 млрд дол.; на 12,7 % більше, ніж за 2020 рік), Польщі (на 5,23 млрд дол.; на 59,7 % більше) та Туреччини (на 4,14 млрд дол.; на 70,0 % більше).
Понад усе у 2021 році Україна продала на зовнішніх ринках чорних металів (на 13,95 млрд дол.; на 81,4 % більше, ніж за 2020 рік); зернових (на 12,34 млрд дол.; на 31,2 % більше); жирів та олій тваринного або рослинного походження (на 7,04 млрд дол.; на 22,5 % більше).

##### Експорт за результатами 2024 року
У 2024 році, за попередніми даними, як повідомила перша віцепрем’єр-міністерка — міністерка економіки України Юлія Свириденко, у 2024 році експорт з України в грошовому вимірі зріс щонайменше на 13,4 %, у вазі – на 28,8 %. Зазначено, що станом на 26 грудня, Україна експортувала 129,2 млн тонн товарів на суму $41,043 млрд. У той час, за підсумками 2023 року, експортовано 100,3 млн тонн на $36,1 млрд.

##### Роль портової інфраструктура в експорті України
На думку експертів, станом на лютий 2022 року, морські порти України є вкрай важливим транспортним вікном України до світових ринків – понад 60 % українського експорту відбувається через морські порти. Також оцінково до 80 % перевалки в портах в натуральному виразі – це експорт

#### Імпорт за результатами 2021 року
За 2021 рік у порівнянні з 2020 роком імпорт товарів збільшився на 34 %, до 72,82 млрд доларів США.
Найбільше товарів за 2021 рік Україна імпортувала з Китаю (на 10,97 млрд дол.; на 31,9 % більше, ніж за 2020 рік); Німеччини (на 6,28 млрд дол.; на 17,7 % більше) та Російської Федерації (на 6,08 млрд дол.; на 33,9 % більше).
Основними товарними позиціями українського імпорту у 2021 році були: палива мінеральні, нафта і продукти її перегонки (на 14,33 млрд дол.; на 79,5 % більше, ніж за 2020 рік), машини, обладнання та механізми (на 14,20 млрд дол.; на 22,9 % більше), продукція хімічної та пов’язаних з нею галузей промисловості (на 9,74 млрд дол.; на 32,8 % більше).

#### Сальдо зовнішньої торгівлі
Сальдо зовнішньої торгівлі товарами було від’ємним і становило 4,728 млрд дол. За 2020 рік цей показник також був негативним і становив 5,144 млрд дол. Зовнішньоторговельні операції у 2021 році проводились із партнерами із 235 країни світу.

## Фінанси

### Банківська система

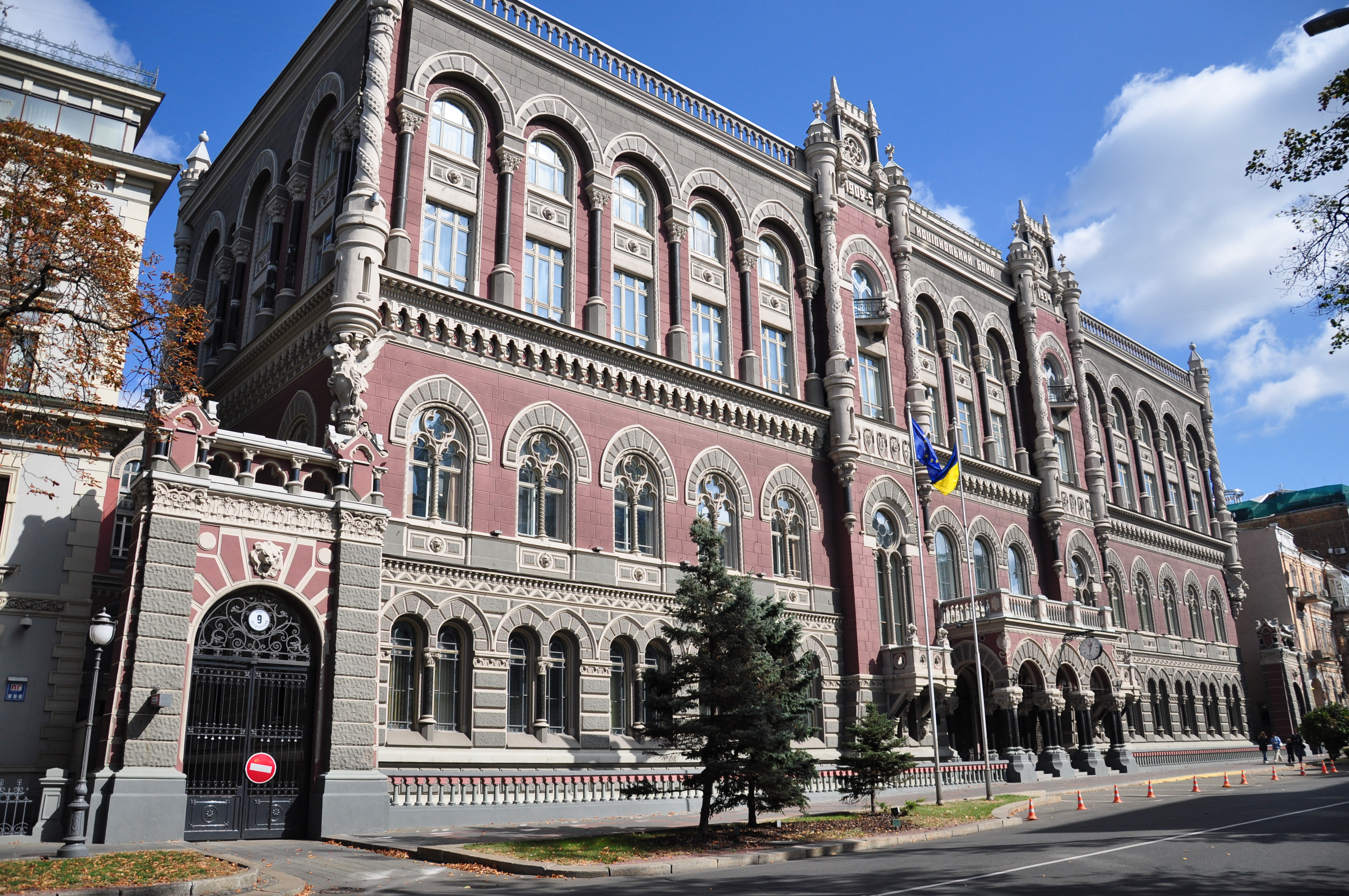
Національний банк України

#### Інвестиції
Політичної кризи середини 2006 року побоювалися як загрозу економічній та інвестиційній стабільності, однак, незважаючи на прогнози, політична ситуація не налякала інвесторів. У 2007 році ВВП продемонстрував хороші темпи зростання на 7 % порівняно з попереднім роком. Зросло промислове виробництво. Продажі автомобілів різко зросли, а банківський сектор розширився завдяки приходу європейських банків.

#### Міжнародні фінансові установи
- Світовий банк в Україні[en]

У 1992 році Україна стала членом МВФ і Світового банку. Вона також є членом Європейського банку реконструкції та розвитку.
У 2008 році країна приєдналася до Світової організації торгівлі. Україна подала заявку на членство у СОТ у 1993 році, але процес її вступу загальмувався на 15 років.

#### Прямі іноземні інвестиції
Україна заохочує зовнішню торгівлю та інвестиції. Верховна Рада України затвердила[джерело?] закон про іноземні інвестиції, що дозволяє іноземцям купувати підприємства та майно, повертати дохід і прибуток, а також отримувати компенсацію, якщо майно буде націоналізовано майбутнім урядом. Однак складні закони та нормативно-правові акти, погане корпоративне управління, слабке забезпечення дотримання договірного права судами та корупція – усе це продовжує перешкоджати прямим великомасштабним іноземним інвестиціям в Україну. Хоча існує функціонуючий фондовий ринок, відсутність захисту прав акціонерів серйозно обмежує портфельну інвестиційну діяльність.
Станом на квітень 2011 року загальний обсяг прямих іноземних інвестицій в Україну становив 44,7 млрд доларів США Статистика журналу FDi показує, що в Україні з 2010 по 2013 рік спостерігалося зниження прямих іноземних інвестицій.
Створено державне підприємство «ІнвестУкраїна» при Державному агентстві з інвестицій та нацпроєктів (Національні проєкти) щоб слугувати «єдиним вікном» для інвесторів і надавати послуги інвестиційного консалтингу.
Україна підписала угоду про розвідку сланцевого газу з Royal Dutch Shell 25 січня 2013 року. Угода на 10 млрд доларів стала найбільшою прямою іноземною інвестицією в Україні.
Багато компаній, які належать іноземцям, успішно працюють в Україні за часів її незалежності. До них належать агропромислові компанії, наприклад «Київ-Атлантик Груп», заснована в 1994 році Девідом Свіром. Він продав свій бізнес у Міннесоті та інвестував в Україну, вірячи в її величезний потенціал. З 2002 року компанія працює з прибутком. В результаті він став п'ятим найбагатшим серед західних жителів, які розбагатіли в Україні.
У 2016 році прямі іноземні інвестиції в економіку України становили $3,8 млрд, що майже вдвічі більше, ніж у 2015 році.

### Державні фінанси
Бюджетна система України складається з державного бюджету України та місцевих бюджетів. До місцевих бюджетів належать бюджет Автономної Республіки Крим, обласні, районні бюджети, бюджети районів у містах та бюджети місцевого самоврядування. Бюджетами місцевого самоврядування є бюджети територіальних громад сіл, селищ, міст та їх об'єднань.

#### Оподаткування
Україна посідає 107 місце в рейтингу податкових систем світу. За даними світового банку в Україні 5 податків. Сумарна ставка податків складає 52,2%.

#### Рівень тіньової економіки
Рівень тіньової економіки в січні-вересні 2021 року становив 31 % від обсягу офіційного ВВП. Про це повідомила пресслужба Міністерства економіки України. При цьому як зазначено у повідомленні цей рівень менше на 1 % пункт за показник відповідного періоду 2020 року.
Станом на 01.11.2022 року, за оцінками Мінекономіки, рівень тіньової економіки у 2021 році зріс на 2 % пункти порівняно з аналогічним періодом 2020 року і становив 32 % ВВП, причому два методи з чотирьох показали підвищення (електричний та монетарний), тоді як два – зниження (метод "витрати" населення - роздрібний обіг" та метод збитковості підприємств).

#### Міжнародні резерви
Станом на 1 листопада 2021 року міжнародні резерви України за попередніми даними становили 29.654 млрд доларів США. Про цейдеться у повідомленні НБУ.
За грудень 2021 року, міжнародні резерви України зросли на 1,4 % на 1 січня 2022 року становили 30,94 млрд доларів США.
Міжнародні резерви України у січні 2022 року скоротилися на 5 % до 29,3 млрд доларів США.

#### Грошова маса в Україні
Грошова маса в Україні у жовтні 2021 року зросла на 0,9 % — до 1,92 трлн грн, а у річному вимірі вона зросла на 5 %. Про це свідчать дані Національного банку України. Відповідно до них, грошова база (резервні кошти) за минулий місяць збільшилася на 1,5 % — до 653,97 млрд грн, а у річному вимірі зросла на 9,7 %.Регулятор також зазначив, що кошти в обігу поза банками (M0) у жовтні зросли на 1,5 % — до 552,25 млрд грн.
У 2021 році грошова маса збільшилася на 12 % (до 2,07 трлн грн), тоді як у 2020 році — на 28,6 %, а в 2019 році — на 12,6 %.
Грошова маса в Україні у жовтні 2022 року зросла на 52,57 млрд грн, або 2,3%, - до 2,33 трлн грн. Також, за інформацією НБУ, грошова база (резервні кошти) за жовтень 2022 року зменшилася на 0,8 % - до 734,35 млрд грн. Обсяг готівкових коштів в обігу поза банками, за даними НБУ, у жовтні цього року збільшився на 0,1 % - до 624,01 млрд грн.
За даними Національного Банку України грошова маса в Україні у 2023 році збільшилася на 23% або на 575,4 мільярда гривень, а саме до 3,08 трильйона гривень. Лише у грудні 2023 року грошова маса зросла одразу на 7,6%, а грошова база – на 5,7%. Також НБУ вказує, що грошова база (кошти в обігу) у 2023 році збільшилася на 23,3% або на 184,4 млрд грн – до 976,9 млрд грн. При цьому грошові кошти в обігу поза банками (M0) за минулий рік збільшилися лише на 7,5% або на 50,2 млрд грн – до 716,3 млрд грн.

#### Приватні грошові перекази в Україну
У 2021 році обсяг грошових приватних грошових переказів в Україну з-за кордону склав $15 026 млн, що на 25,4 % більше, ніж за січень-грудень 2020 року ($11 980 млн). Про це йдеться в даних НБУ. НБУ враховував у своїй статистиці як офіційні, так і неформальні канали надходження грошей в Україну.

#### Зовнішній та внутрішній борг України
| Валовий зовнішній борг | Валовий зовнішній борг | Валовий зовнішній борг | Валовий зовнішній борг |
| ---------------------- | ---------------------- | ---------------------- | ---------------------- |
| на 31.12.2006          | 54 512,0               |                        |                        |
| на 31.12.2007          | 79 955,0               | +25 443,0              | 46,7 %                 |
| на 31.12.2008          | 101 659,0              | +21 704,0              | 27,1 %                 |
| на 31.12.2009          | 103 396,0              | +1737,0                | 1,7 %                  |
| на 31.12.2010          | 117 343,0              | +13 947,0              | 13,5 %                 |
| на 31.12.2011          | 126 236,0              | +8893,0                | 7,6 %                  |
| на 31.12.2012          | 135 065,0              | +8829,0                | 7,0 %                  |
| на 31.12.2013          | 142 079,0              | +7014,0                | 5,2 %                  |
| на 31.12.2014          | 126 308,0              | -15 771,0              | –11,1 %                |
| на 31.12.2015          | 118 729,0              | –7579,0                | –6,0 %                 |
| на 31.12.2016          | 113 518,0              | –5211,0                | –4,4 %                 |
| на 31.12.2017          | 116 578,0              | +3060,0                | 2,7 %                  |
| на 31.12.2018          | 114 707,0              | –1871,0                | –1,6 %                 |

Відповідно до звіту Національного Банку України, «зовнішній борг України відносно ВВП на кінець першого півріччя 2021 року скоротився до мінімального рівня з 2014 року (75,2 %), а короткострокового — з 2009 року (28,4%)».
Як зазначили в НБУ, завдяки подальшому економічному зростанню та виваженим макроекономічній та фіскальній політиці очікується подальше зниження цього співвідношення.
За даними Мінфіну, сума держборгу України на 1 вересня 2021 становила $92,53 млрд ($38,04 млрд внутрішній борг і $54,49 млрд зовнішній).
Станом на 31 жовтня 2021 року державний та гарантований державою борг України становив 2 438,6 млрд грн або $92,63 млрд.
Зокрема, зовнішній державний та гарантований борг станом на кінець жовтня становив 1 412,85 млрд грн (57,94% від загальної суми державного та гарантованого державою боргу) або $53,67 млрд, а внутрішній борг — 1 025,75 млрд грн (42,06%) або $38,96 млрд.
У тому числі власне державний борг України становив 2 163,94 млрд грн (88,74 % від загальної суми державного та гарантованого державою боргу) або $82,2 млрд. Зокрема, зовнішній держборг становив 1 185,34 млрд грн або $45,02 млрд. Внутрішній держборг становив 978,60 млрд грн або $37,17 млрд.
Гарантований державою борг становив 274,66 млрд грн (11,26 % сукупного державного боргу) або $10,43 млрд, в тому числі: гарантований державою зовнішній борг — 227,50 млрд грн або $8,64 млрд, а внутрішній гарантований борг — 47,16 млрд грн або $1,79 млрд.

#### Виплати за державним боргом
Міністерство фінансів України оприлюднило прогноз, відповідно до якого виплата за державним боргом 2022 року становитиме 456,4 млрд грн. У 2023 році виплати за держборгом очікуються на рівні 345,17 млрд грн, 2024 року — 326,59 млрд грн.

### Корпоративні фінанси
|      | Фінансовий результат від звичайної діяльності до оподаткування, тис.₴ | Частка прибуткових підприємств, % | Прибуток від звичайної діяльності, тис.₴ | Частка збиткових підприємств, % | Збиток від звичайної діяльності, тис.₴ |
| ---- | --------------------------------------------------------------------- | --------------------------------- | ---------------------------------------- | ------------------------------- | -------------------------------------- |
| 2000 | 13 034 319,8                                                          | 62,3                              | 35 224 700,2                             | 37,7                            | 22 190 380,4                           |
| 2002 | ▲13 425 300,0                                                         | ▼61,2                             | ▲36 194 800,0                            | ▲38,8                           | ▲27 769 500,0                          |
| 2004 | ▲42 906 298,3                                                         | ▲65,2                             | ▲71 930 729,4                            | ▲43,8                           | ▲29 024 431,1                          |
| 2005 | ▲61 386 048,3                                                         | ▲65,8                             | ▲86 003 888,2                            | ▼34,2                           | ▼24 617 839,9                          |
| 2006 | ▲70 703 769,3                                                         | ▲66,5                             | ▲104 973 775,3                           | ▼33,5                           | ▲34 270 006,0                          |
| 2007 | ▲121 593 606,3                                                        | ▲67,5                             | ▲168 690 055,3                           | ▼32,5                           | ▲47 096 449,0                          |
| 2008 | ▼–10 943 280,5                                                        | ▼62,8                             | ▲173 573 644,2                           | ▲37,2                           | ▲184 516 924,7                         |
| 2009 | ▲–6 167 174,2                                                         | ▲60,1                             | ▼137 197 656,7                           | ▲39,9                           | ▼143 364 830,9                         |
| 2010 | ▲54 443 500                                                           | ▼59                               | ▲210 985 400                             | ▲41                             | ▲156 541 900                           |

#### Зовнішній борг українських підприємств
Національний банк України оприлюднив дані про зовнішню заборгованість українських підприємств станом на 30 червня 2021 року.
Як зазначається в оприлюднених матеріалах на офіційному сайті регулятора, загальний обсяг боргу приватного сектора станом на кінець 2 кварталу поточного року становив 43,06 млрд доларів (без єврооблігацій і кредитів, наданих під гарантію Уряду).
Відповідно до оприлюднених даних, найбільша частка боргу припадає на Кіпр – майже 21 млрд доларів. На другому місці - Велика Британія – 5,43 млрд доларів. На третьому - Нідерланди (2,38 млрд доларів).
У десятку також входять: Люксембург (1,28 млрд доларів), Німеччина (1,4 млрд доларів), Британські Віргінські Острови (1,27 млрд доларів), США (1,16 млрд доларів) та Російська Федерація (1,12 млрд доларів).

#### Капітальні інвестиції
У 2009 на розвиток галузі використано понад 8,3 млрд ₴ капітальних інвестицій, з них понад 1,1 млрд ₴ освоєно підприємствами галузі зв'язку, управління якими здійснює держава.
|      | ВСЬОГО      | Інвестиції в осн. капітал — всього | Витрати на будівельно-монтажні роботи | Витрати на машини та обладнання | Інвестиції в осн. капітал — на 1000 осіб |
| ---- | ----------- | ---------------------------------- | ------------------------------------- | ------------------------------- | ---------------------------------------- |
| 2002 | 46 563 177  | 37 177 907                         | 14 798 988                            | 20 031 462                      | 775,0                                    |
| 2003 | 59 899 318  | 51 011 192                         | 20 018 283                            | 27 871 244                      | 1 071,0                                  |
| 2004 | 89 314 195  | 75 714 387                         | 32 126 141                            | 39 614 617                      | 1 601,7                                  |
| 2005 | 111 174 080 | 93 096 104                         | 40 284 310                            | 48 093 298                      | 1 983,9                                  |
| 2006 | 148 972 312 | 125 253 672                        | …                                     | …                               | 2 687,0                                  |
| 2007 | 222 678 865 | 188 486 112                        | …                                     | …                               | 4 068,4                                  |
| 2008 | 272 074 125 | 233 080 995                        | …                                     | …                               | 5 058,4                                  |

### Фінанси домогосподарств

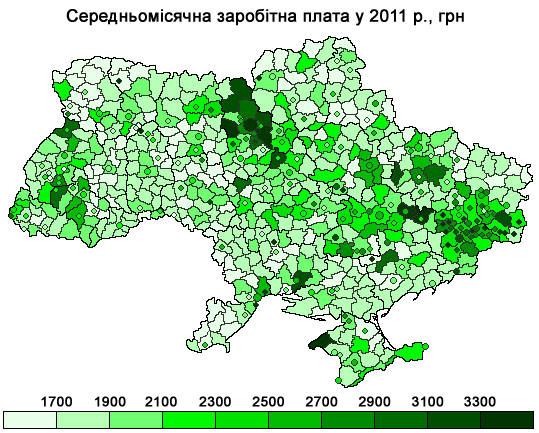
Середньомісячна заробітна плата штатних працівників у 2011 р.

Сукупні витрати в середньому за місяць у розрахунку на одне домогосподарство становили у 2008 р. 2590,4 ₴ і порівняно з 2007 року зросли на 50,4 % (з 1722,0 ₴).

#### Доходи населення
Наявний дохід населення України у 2013 р. становив 1 190 351 млн ₴, на душу населення — 26 167,2 ₴ на рік, або 2180,6 ₴ щомісячно. Порівняно з 2012 р. наявний дохід збільшився на 5,2 %. У структурі доходів 41 % припадали на доходи від заробітної плати і 38 % — на соціальні допомоги та трансферти.
Загальна величина доходів населення України у 2013 р.
| вид доходів                      | млн ₴     | частка  |
| заробітна плата                  | 633 737   | 41,4 %  |
| соціальні допомоги та трансферти | 575 581   | 37,6 %  |
| прибуток та змішаний дохід       | 240 871   | 15,7 %  |
| доходи від власності (одержані)  | 79 217    | 5,2 %   |
| всього                           | 1 529 406 | 100,0 % |

|         |  |         |  |  |  |
| 2000 р. |  | 2010 р. |  |  |  |

## Валовий внутрішній продукт (ВВП)

### ВВП з 1993 по 2018 рік
На рисунку наведено графік зростання реального ВВП (по ПКС) України починаючи з 1993 року за даними МВФ, дані за 2018 є попередньою оцінкою. Станом на січень 2019 року ВВП України зростає 12 кварталів поспіль.

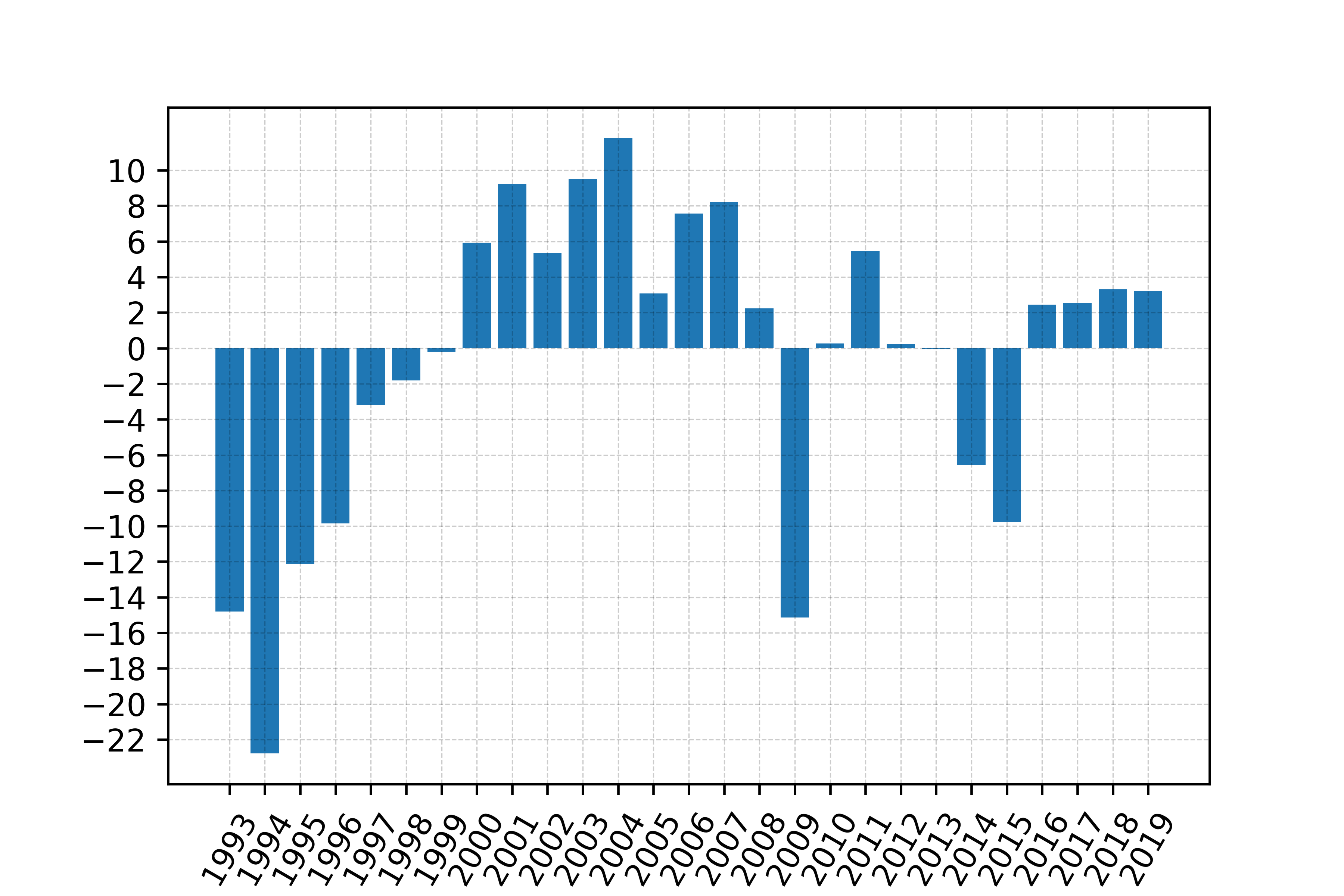
Рівень зростання ВВП України. 1993—2018 рр.

### Офіційний ВВП станом на 01.01.2022 року
Національний банк України (НБУ) погіршив оцінку зростання валового внутрішнього продукту (ВВП) України у 2021 році із 3,1 % до 3 % 2 лютого 2022 року, прем'єр-міністр України зазначив що ВВП України у 2021 році склав понад 195 млрд доларів, а його зростання перевищило 3 %.
За даними державної служби статистики реальний ВВП України, у четвертому кварталі 2021 року, у порівнянні з аналогічним періодом 2020 року, збільшився на 5,9 %. До цього реальний ВВП України у третьому кварталі 2021 року, в порівнянні з аналогічним періодом минулого року, збільшився на 2,7 % в річному вираженні.
Зростання реального валового внутрішнього продукту України у 2021 році становило 3,2 %. Про це повідомила перша віцепрем'єр-міністр – міністр економіки Юлія Свириденко під час зустрічі з компаніями Європейської бізнес-асоціації, інформує пресслужба міністерства. Вона також нагадала, що доларовий ВВП України у 2021 році досяг історичного максимуму і становив майже 200 млрд доларів.

### Прогноз ВВП на  01.01.2023 року
7 лютого 2022 року, Міжнародне рейтингове агентство Fitch Ratings знизило прогноз зростання ВВП України у 2022 році до 2,9 % із 3,9 %.

### Прогноз ВВП на 2021-2026 роки
Відпоідно до державного бюджету України на 2021 рік, закладено зростання ВВП України на рівні 4,6 %.
Відповідно до прогнозу Національного Банку України, ВВП України зросте у 2021 на 3,1 %, у 2022 році зросте на 3,8 %, у 2023 році очікується зростання на 4 %.
У Бюджетній декларації Кабінету Міністрів України, прогнозується, що у 2022 році зростання ВВП буде на рівні 3,8 %, у 2023 році – на 4,7 %, у 2024 році – на 5 %.
Світовий банк прогнозує зростання ВВП України у 2021 році на рівні 3,8 %, у 2022 році – на 3,5 %, а у 2023 році – на 3,7 %.
Міжнародний валютний фонд прогнозує, що ВВП України у 2021 році зросте на рівні 3,5 %, у 2022 році – 3,6 %, у 2022 році – 3,6 %.
За прогнозом ЄБРР зростання ВВП України у 2021 та 2022 році буде на рівні 3.5 %.
За прогнозами Oxford Economics, зростання реального ВВП України у 2021 році буде на рівні 3,5 %, у 2022 році реальний ВВП України зросте на 3,4 %, у 2023 – 2025 роках, то аналітики прогнозують зростання економіки України на 2,8 %, 4 % та 4,1 % відповідно.
В Oxford Economics очікують зростання номінального ВВП у 2021 році до 196,2 млрд доларів проти 155,5 млрд доларів у 2020 році. У 2022 році прогнозовано зросте до номінального ВВП України до 219 млрд доларів.
За інформацією Державна служба статистики України, реальний ВВП України за підсумками третього кварталу 2021 року збільшився на 2,4 % проти третього кварталу 2020 року, після зростання в 5,7 % у другому кварталі 2021 року.
Реальний валовий внутрішній продукт України в III кварталі 2021 року, зріс на 2,7 % у річному вимірі. Про це повідомляє Держстат. Раніше Держстат оцінював зростання ВВП в ІІІ кварталі 2021 року, у 2,4 %. У порівнянні з попереднім кварталом, економіка України зросла на 1,5 % з урахуванням сезонного фактора.
Проти другого кварталу 2021 року, реальний ВВП зріс на 1,4 % з урахуванням сезонного фактора. Така оцінка — значно нижче за прогноз Національного банку України, який очікував у ІІІ кварталі 2021 року, побачити зростання у 4 %.
16 листопада 2021 року, Bank of America погіршили прогноз росту економіки України у 2021 році із 4,5 % до 3 %, що може спричинити невиплату за ВВП-варантами в 2023 році і збільшує ймовірність викупу купонів Мінфіном.
19 листопада 2021 року, банк J.P. Morgan різко погіршив погноз росту реального ВВП України у 2021 році - із 4,5 % до 2,3 %, при цьому зберіг прогноз росту реального ВВП України у 2022-му на 5 %.
"Ми різко переглядаємо ВВП на 2021 рік до 2,3 % порівняно з раніше очікуваними 4,5 %. Ми залишаємо без змін прогноз зростання ВВП на 2022 рік на рівні 5 % і номінальний ВВП на 2021 рік на рекордному рівні 197 млрд доларів США (з 2022 року - на рівні 227 млрд доларів США)", – йдеться в матеріалах J.P. Morgan.
27 листопада 2021 року, Міністр економіки України Юлія Свіриденко заявила, що Україна завершує 2021 рік з найвищим доларовим ВВП за всю свою історію (орієнтовно 195 млрд доларів США).
В першій половині грудня 2021 року, Міністерство економіки України погіршило прогноз по зростанню валового внутрішнього продукту України у 2021 і 2022 роках. "Експерти очікують зростання ВВП: у 2021 році на рівні 3,4 % на відміну від раніше прогнозованих 4,1 %, у 2022 році – на 3,6 % на відміну від 3,7 % відповідно", - йдеться в повідомленні. У Мінекономіки причиною перегляду прогнозу назвали уповільнення зростання інвестицій. Разом з тим в міністерстві вважають, що у 2023 і 2024 роках зростання вітчизняної економіки складе 3,4 % і 4 % відповідно.
У звіті британського Центру досліджень проблем економіки й бізнесу (CEBR), зазначається, що після скорочення ВВП на 4 % у 2020 році економіка України, як очікується, зросте лише на 3,5 % у 2021 році, що на 0,7 % нижче рівня 2019 року, який вдасться наздогнати лише у 2022 році.
Також відповідно до вищезгаданого звіту, прогнозується що в період із 2022 по 2026 рік щорічні темпи зростання ВВП прискоряться в середньому до 3,6 %. А після цього, в наступні роки очікується, що зростання економіки знизиться в середньому до 2,9 % на рік.

## Найбільші приватні підприємства

### Перелік найбільших приватних компаній
| Позиція | Компанія                  | Місто | Місто          | Прибуток (₴M), 2020 | Дохід (₴M), 2020 |
| ------- | ------------------------- | ----- | -------------- | ------------------- | ---------------- |
| 1.      | Метінвест                 |       | Маріуполь      | 309,302             | 12,960           |
| 2.      | АТБ-Маркет                |       | Дніпро         | 123,864             | 5,769            |
| 3.      | Кернел                    |       | Київ           | 118,667             | 5,553            |
| 4.      | ДТЕК                      |       | Київ           | 116,046             | −13,895          |
| 5.      | Fozzy Group               |       | Київ           | 80,167              | н/д              |
| 6.      | АрселорМіттал Кривий Ріг  |       | Кривий Ріг     | 63,497              | 741              |
| 7.      | Тедіс-Україна             |       | Одеса          | 54,845              | 244              |
| 8.      | Миронівський Хлібопродукт |       | Київ           | 51,516              | −3,547           |
| 9.      | Епіцентр К                |       | Київ           | 50,382              | 3,171            |
| 10.     | Ferrexpo                  |       | Горішні Плавні | 45,828              | 17,118           |
| 11.     | Запоріжсталь              |       | Запоріжжя      | 45,631              | −3,678           |
| 12.     | БаДМ                      |       | Львів          | 41,816              | 1,112            |
| 13.     | Оптіма-Фарм               |       | Київ           | 37,248              | 338              |
| 14.     | Укрнафта                  |       | Київ           | 35,535              | 4,269            |
| 15.     | Укртатнафта               |       | Кременчук      | 34,327              | 42               |

Джерело:
Рейтинг 500 найкращих компаній Центральної та Східної Європи Deloitte за 2016 рік визначив особливості економіки України. Таким чином, понад 50 % найбільших українських компаній належать місцевим інвесторам, тоді як у цілому по регіону ця кількість становить лише 15,4 %. Deloitte пояснює різницю низькою інвестиційною привабливістю для іноземних інвесторів. Крім того, найбільші українські компанії відрізняються значно вищою середньою чисельністю персоналу (35 600 проти 6 600 співробітників) і нижчою продуктивністю (47 000 євро доходу на одного працівника проти 207 000 євро в цілому по регіону).

## Державні підприємства

### Статистика на 2021 рік
Станом на 1 січня 2021 року в Україні налічувалось, 3713 державних підприємств.
Станом на першу половину 2021 українські держпідприємства володіють активами в розмірі 1261 млрд грн, що на 392 млрд грн (24 %) менше у порівнянні з оціночною вартістю активів на кінець першого кварталу 2021 року. Про це йдеться в аналізі SOE Weekly моніторингу, що проводить Мінекономіки.
Згідно з цими даними моніторингу, держава володіє 3331 державними підприємствами (на 1 підприємство менше у порівнянні з 3332 на кінець першого кварталу 2021 року). Загальна середня кількість штатних працівників становить 697 тисяч (кількість працівників збільшилася на 13 тисяч осіб з 684 тисяч на кінець першого кварталу 2021 року).
1404 підприємства (42 % від загальної кількості держпідприємств) є працюючими, у порівнянні з 1369 працюючими на кінець першого кварталу. Близько 1476 держпідприємств (44 %) є непрацюючими. Щодо решти 451 державних підприємств(14 %) інформація відсутня. Серед працюючих 832 підприємства є прибутковими, що становить 25 % від загальної кількості держпідприємств.
У першому півріччі 2021 року сукупний прибуток держпідприємств становив 11 млрд грн (за неаудійованою звітністю). У першому кварталі 2021 року цей прибуток становив 20,6 млрд грн (за неаудійованою звітністю), що свідчить про те, що у другому кварталі 2021 року держпідприємства зазнали збитків на майже 10 млрд грн.
Мінекономіки оприлюднило Єдиний моніторинг ефективності управління державним майном за три квартали 2021 року. Команда SOE Weekly проаналізувала дані моніторингу.
Згідно з цими даними, держава володіє 3323 підприємствами (на вісім держпідприємств менше ніж у першому півріччі 2021 року). З них лише 1382 (41,5 % від загальної кількості держпідприємств) є працюючими порівняно з 1405 працюючими держпідприємствами на кінець першого півріччя 2021 року.
Сукупний (неаудійований) прибуток держпідприємств за дев’ять місяців 2021 року склав 21,3 млрд грн. У першому півріччі 2021 року держпідприємства заробили 18,2 млрд грн (неаудійовано).
Серед працюючих держпідприємств, 862 є прибутковими (у порівнянні з 833 у першому півріччі 2021 року).
Функцію власника для цих компаній виконують 88 суб'єктів управління. Загальна середня кількість штатних працівників становить 693 222 особи (кількість працівників зменшилася на 4 810 осіб у порівнянні з 698 032 станом на кінець першого півріччя 2021 року).
Українські держпідприємства володіють активами в розмірі 1,715 млрд грн, що на 47 млрд грн більше у порівнянні з оцінюваною вартістю активів у 1668 млрд грн на кінець першого півріччя 2021 року.

### Статистика на 2022 рік
Станом на 1 січня 2022 року в Україні налічувалось, 3664 державних підприємств.

### Казенні підприємства

#### Статистика на 2021 рік
Станом на 1 січня 2021 року в Україні налічувалось, 32 казенних підприємства.

#### Статистика на 2022 рік
Станом на 1 січня 2022 року в Україні налічувалось, 30 казенних підприємства.

### Комунальні підприємства

#### Статистика на 2021 рік
Станом на 1 січня 2021 року в Україні налічувалось, 14174 комунальних підприємства.

#### Статистика на 2022 рік
Станом на 1 січня 2022 року в Україні налічувалось, 14 188 комунальних підприємства.

## Правове середовище та економічна підтримка

### Тло
З кінця 1990-х років уряд пообіцяв скоротити кількість державних установ, оптимізувати регуляторний процес, створити правове середовище для заохочення підприємців і здійснити комплексну податкову реформу.
У 2003 році Міжнародний валютний фонд заохочував Україну прискорити темп і обсяг реформ і погрожував припинити фінансову підтримку.
24 червня 2010 року міністр закордонних справ України Костянтин Грищенко підписав угоду про вільну торгівлю з Європейською асоціацією вільної торгівлі (ЄАВТ).
Згідно зі Звітом про глобальну конкурентоспроможність за 2012–2013 рр., «найважливішим викликом для країни є необхідний капітальний ремонт її інституційної структури, на яку не можна покладатися, оскільки вона страждає від бюрократизму, відсутності прозорості та фаворитизму».
У звітах Kyiv Post у 2010 та 2011 роках відповідно договір про «уникнення подвійного оподаткування» з Кіпром, підписаний Радянським Союзом у 1982 році, коштував Україні мільярдів доларів податкових надходжень.
Люстрацію 2014 року в Україні критикували, оскільки вона могла мати негативні економічні наслідки.
29 травня 2014 року Україна уклала Угоду про асоціацію між Україною та Європейським Союзом, яка досягла свого повного застосування 1 вересня 2017 року.

### Іноземні працівники
Певна кількість іноземних робітників приїжджає працювати в Україну, головним чином на сезонних сільськогосподарських роботах і в будівельній галузі, особливо з сусідніх Молдови та Білорусі.

## Екологічні проблеми
Україна зацікавлена у співпраці в регіональних екологічних питаннях. Збереження природних ресурсів є визнаним пріоритетом, хоча реалізація страждає від браку фінансових ресурсів. Україна створила свій перший природний заповідник, Асканія-Нова, у 1921 році та має програми розведення зникаючих видів.
В Україні є Міндовкілля та запроваджено систему збору за забруднення, яка стягує податки з викидів у повітря та воду та розміщення твердих відходів. Отримані доходи спрямовуються на заходи з охорони навколишнього середовища, але застосування цієї системи плати за забруднення є слабким. Значною проблемою в Україні є промислове забруднення.

### Чорнобиль
Значні екологічні проблеми виникли внаслідок аварії на Чорнобильській АЕС у 1986 році. Згідно зі своїми раніше оголошеними планами, Україна назавжди закрила Чорнобильську АЕС у грудні 2000 року. У листопаді 2001 року Україна відкликала заявку, яку вона подала до ЄБРР на отримання фінансування щоб добудувати два нових блоки реакторів, щоб компенсувати енергію, яку колись виробляв Чорнобиль. Занепокоєння України щодо умов реформування кредиту – зокрема підвищення тарифів, необхідних для забезпечення погашення позики – змусило український уряд відкликати заявку в день, коли Рада ЄБРР мала розглянути остаточне схвалення.

## Загрози та проблеми
З початку російської військової агресії проти України, яка призвела до початку російсько-української війни та після підписання угоди про асоціацію між Україною та ЄС, ЄС став найбільшим торговельним партнером України.
Схвалений ЄС Механізм вуглецевого коригування імпорту пропонує боротися із викидами шляхом встановлення спеціального мита на товари, чиє виробництво пов’язане зі значними викидами парникових газів. Наразі пропонується поширити CBAM на п’ять груп товарів, що імпортуються до ЄС: електроенергія, продукція чорної металургії, цемент, мінеральні добрива та алюміній.
Для України цей податок може стати загрозою для економіки. Згідно з експертними оцінками, після використання СВАМ фінансові витрати українських експортерів чавуну та сталі після можуть досягти 300-900 млн євро на рік.
Саме тому в уряді пропонують виключити Україну з переліку країн, продукція яких буде підпадати під дії СВАМ. Підставою для цього є створення Києвом програм декарбонізації для кожної з галузей української економіки.

### Енергоперехід України
Загальні витрати на фізичні активи, необхідні Україні для забезпечення кліматичної нейтральності за сценарієм Net Zero 2050, становитимуть понад 15 % від сукупного ВВП у період 2021-2050 рр.Така оцінка міститься в новому звіті McKinsey Global Institute – дослідницькому підрозділі консалтингової компанії McKinsey, передає портал GreenDeal.

## Науковий аналіз розвитку економіки України
Провідною науковою установою держави, яка постійно здійснює аналіз розвитку економіки України наразі є Інститут економіки та прогнозування Національної академії наук України. Крім того, великий потенціал мають українські економісти молодої генерації, наприклад, Роман Шеремета.

### Персоналії
- Українські олігархи
- Ахметов Рінат Леонідович
- Пінчук Віктор Михайлович
- Лазаренко Павло Іванович
- Коломойський Ігор Валерійович

## Зауваження
1. ↑  У квітні 2014 року проросійські протести переросли у війну на Донбасі між українськими військами та сепаратистськими силами підживлюваними росіянами та вторгненням російських військ[19][58]
2. ↑  Крим зараз анексований Російською Федерацією, цю анексію не визнає жодна інша держава[157]

Деревоподібне представлення експорту України, 2019

3. ↑  Обидві Росія й Україна були складовими частинами Радянського Союзу від 1922 року до проголошення Україною незалежності від Радянського Союзу 24 серпня 1991, а до 1917 року вони обидві були частинами Російської імперії[188]